# Danh sách quảng cáo và tạp chí của Blackpink
Blackpink (tiếng Hàn: 블랙핑크; Romaja: Beullaek Pingkeu; thường được viết cách điệu là BLACKPINK hay BLΛƆKPIИK) là một nhóm nhạc nữ Hàn Quốc do công ty YG Entertainment thành lập và quản lý. Nhóm gồm 4 thành viên: Jisoo, Jennie, Rosé và Lisa.

## Endorsement và Brand Collaboration

### BLACKPINK
| Năm  | Hãng                                                          | Danh phận                                        | Ghi chú |
| ---- | ------------------------------------------------------------- | ------------------------------------------------ | --- |
| 2016 | MOONSHOT                                                      |                                                  | |
| 2016 | Saint Scott                                                   | Muse                                             | |
| 2016 | Reebok x 1st Look                                             |                                                  | |
| 2016 | Reebok Club C                                                 |                                                  | |
| 2017 | Incheon Main Customs (Cục Hải Quan sân bay Incheon)           | Đại sứ                                           | |
| 2017 | LG G6                                                         |                                                  | |
| 2017 | TREVI Stylish Sparkling Water                                 |                                                  | Hợp tác với LOTTE CHILSUNG |
| 2017 | Dior 'Rogue Dior Liquid'                                      |                                                  | |
| 2017 | Nike 'AF1'                                                    |                                                  | |
| 2018 | Louis Vuitton                                                 |                                                  | |
| 2018 | Puma "PUMA SUEDE BOW"                                         | Gương mặt đại diện sản phẩm tại Nhật Bản         | |
| 2018 | Sprite                                                        | Người mẫu quảng cáo                              | Với Woo Do-hwan |
| 2018 | OLENS                                                         | Đại sứ thương hiệu                               | |
| 2018 | GUESS                                                         | Người mẫu quảng cáo                              | Cho trung tâm thương mại Lotte |
| 2018 | Mise en Scène                                                 | Đại sứ thương hiệu                               | |
| 2018 | Shiseido                                                      |                                                  | |
| 2018 | Adidas Originals Superstar                                    |                                                  | |
| 2018 | Adidas Originals Falcon                                       |                                                  | |
| 2018 | CRUUM Japan                                                   |                                                  | |
| 2018 | BLACKPINK x GUESS 2018 Winter Collection                      |                                                  | |
| 2018 | VINYL MAKE UP                                                 | Đại sứ                                           | |
| 2018 | Kit Kat                                                       | Gương mặt đại diện                               | Hợp tác cho phiên bản giới hạn kỉ niệm 45 năm của Kit Kat Nhật Bản |
| 2018 | Shopee                                                        | Đại sứ thương hiệu toàn châu Á                   | |
| 2018 | Woori Bank                                                    | Gương mặt đại diện                               | |
| 2019 | Paradise City Korea                                           | Đại sứ thương hiệu                               | |
| 2019 | KIA                                                           | Đại sứ thương hiệu toàn cầu                      | |
| 2019 | KBANK                                                         | Đại sứ thương hiệu                               | |
| 2019 | Samsung Galaxy S10                                            | Đại sứ thương hiệu khu vực Đông Nam Á            | |
| 2019 | SAMSUNG Galaxy A80 BLACKPINK Edition                          |                                                  | |
| 2020 | Adidas Original                                               | Đại sứ thương hiệu toàn cầu                      | |
| 2020 | Adidas Originals Home of Classics                             |                                                  | |
| 2020 | Adidas Originals Superstar 2020                               |                                                  | |
| 2020 | ZEPETO                                                        | Đại diện nhân vật                                | |
| 2020 | Pepsi                                                         | Người phát ngôn khu vực châu Á - Thái Bình Dương | |
| 2020 | PUBG Mobile                                                   | Người hợp tác                                    | |
| 2021 | Globe Telecom                                                 | Đại sứ thương hiệu                               | |
| 2021 | Tokopedia                                                     | Đại sứ thương hiệu                               | |
| 2021 | Hội nghị Liên Hợp Quốc về Biến đổi Khí hậu lần thứ 26 (COP26) | Đại sứ Quan hệ công chúng                        | |
| 2021 | Adidas Originals WATCH US MOVE                                |                                                  | |
| 2021 | Thuốc nhuộm tóc Hello Bubble của Mise En Scène                |                                                  | |
| 2021 | "Các mục tiêu phát triển bền vững" (SDGs) của Liên Hợp Quốc   | Đại sứ                                           | |
| 2022 | Mobile Legends: Bang Bang                                     | Hợp tác (Skin Collab)                            | Tạo nhân vật |
| 2022 | Adidas Originals NMD_V3                                       | Gương mặt đại diện                               | |
| 2022 | Game Maple Story                                              |                                                  | |
| 2022 | OREO x BLACKPINK                                              | Hợp tác                                          | Lịch phát hành - Indonesia: 12.2022 - Philippines: 1.2023 - Thái Lan: 1.2023 - Malaysia: 2.2023 - Singapore: 2.2023 - Việt Nam: 2.2023 - Hàn Quốc: 2.2023 |
| 2023 | BLACKPINK THE GAME                                            |                                                  | Ứng dụng game điện thoại đầu tiên của BlackPink |
| 2023 | BLACKPINK x Korean Air                                        | Hợp tác                                          | Vào tháng 3, YG Entertainment và Korean Air đã ký một MOU (là Memorandum of Understanding hay còn gọi là biên bản ghi nhớ) |
| 2023 | Chiến dịch adidas Originals - HOME OF CLASSICS with BLACKPINK | Gương mặt đại diện của chiến dịch                | |
| 2023 | BLACKPINK x Touchland                                         | Hợp tác                                          | Touchland, thương hiệu nước rửa tay được các biên tập viên làm đẹp phê duyệt, đã hợp tác với nhóm nhạc BLACKPINK để phát hành Power Mist phiên bản giới hạn có mùi hương bán chạy nhất của họ, "Blue Sandalwood" (cre: Hậu Cung của BlackPink)                                                         |
| 2023 | BLACKPINK x Verdy                                             | Hợp tác                                          | Verdy trở thành giám đốc nghệ thuật cho tour diễn toàn cầu "Born Pink" của nhóm |
| 2023 | BLACKPINK x STARBUCKS                                         | Hợp tác                                          | Bao gồm dòng thức uống mang tên riêng của nhóm BLACKPINK Choco Cream Frappuccino, cùng với đó là bộ sưu tập Merch phiên bản giới hạn được phát hành ở nhiều nước như Hồng Kong, Indonesia, Malaysia, Philipine, Đài Loan, Singapore, Thái Lan và Việt Nam Tất cả sẽ đều được ra mắt vào ngày 25/7/2023 |
| 2023 | BLACKPINK x TAKASHI MURAKAMI                                  | Hợp tác                                          | Bộ sưu tập trên là các sản phẩm phiên bản giới hạn ra mắt ngày 8/12/2023 trên NTWRK |
| 2023 | BLACKPINK x "KARTRIDER: DRIFT" SEASON 5                       | Hợp tác                                          | KartRider: Drift là tựa game đua xe miễn phí, đa nền tảng mới nhất của Nexon, BLACKPINK x KARTRIDER: DRIFT ra mắt 30/11/2023 |
| 2024 | BLACKPINK x Funko Pop                                         | Hợp tác                                          | - Pink Venom 2023 - Shut Down 2023 - Lovesick Girls - Coming soon |
| 2024 | BLACKPINK x COMPLEX PRESENTS x TAKASHI MURAKAMI               | Hợp tác                                          | Tiếp tục màn collab của BLACKPINK x TAKASHI MURAKAMI và có thêm COMPLEX PRESENTS. Với việc nhá hàng bản/diện mạo mới của Búa-bong (lightstick) |

### Các thành viên
| Năm  | Hãng                   | Danh phận                 | Thành viên          | Ghi chú |
| ---- | ---------------------- | ------------------------- | ------------------- | ------- |
| 2018 | Kiss Me                | Gương mặt đại diện        | Jisoo và Rosé       |         |
| 2019 | Candy Crush Saga       | Quảng bá thương hiệu      | Jisoo và Lisa       |         |
| 2020 | Adidas Originals NIZZA | Người quảng bá chiến dịch | Jisoo, Jennie, Rosé |         |
| 2020 | Adidas ADICOLOR        | Người quảng bá chiến dịch | Jisoo, Jennie, Rosé |         |

### JISOO
| Năm  | Hãng                                                    | Danh phận                         | Ghi chú |
| ---- | ------------------------------------------------------- | --------------------------------- | --- |
| 2015 | Samsonite Red                                           |                                   | Với Lee Min-ho |
| 2015 | NIKON 1 J5                                              |                                   | |
| 2015 | SMART UNIFORM                                           |                                   | Với iKON |
| 2015 | LG Stylus 2                                             |                                   | |
| 2016 | Angel Stone                                             |                                   | |
| 2020 | Dior Beauty                                             | Đại sứ khu vực Hàn Quốc           | |
| 2020 | Pasha De Cartier                                        | Người quảng bá chiến dịch         | Với Sehun, Son Heung Min |
| 2021 | ItMICHAA                                                | Muse                              | |
| 2021 | Jisoo x CELEBe                                          | Hợp tác                           | Nền tảng giao lưu giữa fan và idol |
| 2021 | itMICHAA Spring Black Editon                            | Người quảng bá chiến dịch         | |
| 2021 | itMICHAA Spring 2nd collection                          | Người quảng bá chiến dịch         | |
| 2021 | The KartRider Rush+ X JISOO X LINE FRIENDS              |                                   | Collaboration để tạo ra nhân vật cho game |
| 2021 | Dior Fashion                                            | Đại sứ thương hiệu toàn cầu       | Celeb Châu Á đầu tiên trở thành Đại Sứ Toàn Cầu của Dior. Người đầu tiên nắm giữ đồng thời danh phận Đại Sứ Toàn Cầu cho 2 mảng Fashion và Beauty. |
| 2021 | Dior Beauty                                             | Đại sứ thương hiệu toàn cầu       | Dior Beauty bao gồm Dior Makeup, Dior Parfums, Dior SkinCare.                                                                                      |
| 2021 | itMICHAA Summer collection                              | Người quảng bá chiến dịch         | |
| 2021 | itMICHAA LADOLCEVITA                                    | Người quảng bá chiến dịch         | |
| 2021 | For a day Michaa                                        | Người quảng bá chiến dịch         | |
| 2021 | For a day Michaa Summer collection                      | Người quảng bá chiến dịch         | |
| 2021 | Chiến dịch itMICHAA - "Time Traveler" Fall 2021         | Người quảng bá chiến dịch         | |
| 2021 | Chiến dịch itMICHAA - "Time To Find Me" Fall 2021       | Người quảng bá chiến dịch         | |
| 2021 | Chiến dịch itMICHAA - "Travel Goes On" Fall 2021        | Người quảng bá chiến dịch         | |
| 2021 | Chiến dịch itMICHAA - "Romantic Parisienne" Winter 2021 | Người quảng bá chiến dịch         | |
| 2022 | Chiến dịch Son Dior Addict của Dior Beauty              | Gương mặt đại diện của chiến dịch | |
| 2022 | Chiến dịch Jisoo x 2022 Celebe                          | Người mẫu của chiến dịch          | |
| 2022 | Game Maple Story                                        | Đại sứ                            | |
| 2022 | Cartier                                                 | Nàng thơ & Đại sứ thương hiệu     | Celeb Hàn đầu tiên trở thành đại sứ thương hiệu của Cartier                                                                                        |
| 2022 | Chiến dịch Panthère De Cartier                          | Người mẫu của chiến dịch          | |
| 2022 | BST Beautés Du Monde Cartier                            | Người quảng bá                    | |
| 2022 | Dự án từ thiện Happy Summer Vacation của Neox           |                                   | |
| 2023 | Son Lip Glow #031 của Dior                              |                                   | Thỏi son lấy cảm hứng bởi Jisoo, được ra mắt vào dịp sinh nhật của cô vào ngày 3.1.2023                                                            |
| 2023 | Dunst                                                   | Đại sứ thương hiệu                | |
| 2023 | BST Dunst Spring-Summer                                 |                                   | |
| 2023 | Chiến dịch Dior Addict của Dior Beauty                  | Gương mặt đại diện của chiến dịch | |
| 2023 | Chiến dịch dòng kem dưỡng Le Baume của Dior Beauty      | Gương mặt đại diện của chiến dịch | |
| 2023 | Chiến dịch Dior Lady 95.22                              | Gương mặt đại diện của chiến dịch | |
| 2023 | Dyson                                                   | Đại sứ thương hiệu                | |
| 2023 | Chiến dịch Dyson Airwrap                                |                                   | |
| 2023 | Chiến dịch Dyson Airstrait                              |                                   | |
| 2023 | Chiến dịch Capture Totale Le Sérum                      | Gương mặt đại diện của chiến dịch | |
| 2023 | Chiến dịch Capture Totale Hyalushot                     | Gương mặt đại diện của chiến dịch | |
| 2023 | Dòng sản phầm chăm sóc da Capture Totale của Dior       | Đại sứ toàn cầu                   | |
| 2024 | Chiến dịch Dyson Supersonic                             |                                   | |
| 2024 | BST Xuân 2024 của alo                                   | Gương mặt đại diện                | |
| 2024 | Chiến dịch Dior Forever                                 |                                   | |
| 2024 | Chiến dịch Self-portrait "SS24"                         |                                   | |
| 2024 | Chiến dịch Self-portrait "Pre-fall 2024"                |                                   | |
| 2024 | Chiến dịch kỷ niệm đặc biệt Cartier Trinity             |                                   | |
| 2024 | Chiến dịch La Mousse OFF/ON Foaming Cleanser            |                                   | |
| 2024 | Chiến dịch Dior Addict Lip Glow                         |                                   | |
| 2024 | Dior Le Baume Limited Edition                           |                                   | |
| 2024 | The Dior Makeup Lookbook                                |                                   | |
| 2024 | Chiến dịch Lady Dior                                    |                                   | |
| 2024 | Tommy Hilfiger                                          | Đại sứ thương hiệu toàn cầu       | |
| 2024 | Chiến dịch Fall 2024 của Tommy Hilfiger                 |                                   | |
| 2025 | Chiến dịch Dior Forever                                 |                                   | |
| 2025 | Chiến dịch alo 2025 New Collection                      |                                   | |

### JENNIE
| Năm  | Hãng                                                  | Danh phận                                  | Ghi chú                                                     |
| ---- | ----------------------------------------------------- | ------------------------------------------ | ----------------------------------------------------------- |
| 2019 | HERA                                                  | New Face                                   |                                                             |
| 2019 | HERA Black Foundation                                 | Gương mặt đại diện                         |                                                             |
| 2019 | HERA Sensual Aqua Lipstick                            | Gương mặt đại diện                         |                                                             |
| 2019 | Chanel                                                | Đại sứ thương hiệu                         |                                                             |
| 2020 | HERA                                                  | Đại sứ thương hiệu toàn cầu                |                                                             |
| 2020 | HERA Glow Lasting Foundation                          | Gương mặt đại diện                         |                                                             |
| 2020 | Calvin Klein Jeans                                    | Bạn thân của thương hiệu                   |                                                             |
| 2020 | Calvin Klein Jeans                                    | Nàng thơ của thương hiệu                   |                                                             |
| 2020 | Samsung Galaxy S20+ "Jennie RED"                      | Gương mặt đại diện                         | Cho KT Korea Telecom                                        |
| 2020 | Gentle Monster x Jennie (Jentle Home)                 | Nhà thiết kế                               | Jennie hợp tác cùng Gentle Monster                          |
| 2020 | Gentle Monster x Jennie (Jentle Home)                 | Gương mặt đại diện của chiến dịch          |                                                             |
| 2020 | Lotte Confectionery "Air Baked" Snack                 |                                            |                                                             |
| 2020 | Samsung Galaxy Note20 Mystic Red                      | Cho KT Korea Telecom                       |                                                             |
| 2021 | Soju Chum-Churum                                      | Đại diện thương hiệu                       |                                                             |
| 2021 | Kwangdong Vita500                                     | Đại diện thương hiệu                       |                                                             |
| 2021 | HERA In the new Black                                 | Gương mặt đại diện                         |                                                             |
| 2021 | Dasing Diva                                           | Nàng thơ toàn cầu                          |                                                             |
| 2021 | Chiến dịch Calvin Klein X Heron Preston               | Gương mặt đại diện của chiến dịch          |                                                             |
| 2021 | ACE Bed                                               | Nàng thơ                                   |                                                             |
| 2021 | Calvin Klein                                          | Đại sứ thương hiệu toàn cầu                |                                                             |
| 2021 | Chiến dịch Calvin Klein The Language of Calvin Klein  | Gương mặt đại diện của chiến dịch toàn cầu | Quảng bá các sản phẩm Apparel và Underwear                  |
| 2021 | Chiến dịch Chanel Coco Neige 2021/22                  | Gương mặt đại diện của chiến dịch toàn cầu |                                                             |
| 2022 | Chiến dịch Chanel Coco Crush 2022                     | Gương mặt đại diện của chiến dịch toàn cầu |                                                             |
| 2022 | Chiến dịch Calvin Klein Spring 2022                   | Người mẫu                                  | Quảng bá các sản phẩm Apparel và Underwear                  |
| 2022 | Gentle Monster x Jennie (Jentle Garden)               | Nhà thiết kế                               | Jennie hợp tác cùng Gentle Monster                          |
| 2022 | Gentle Monster x Jennie (Jentle Garden)               | Gương mặt đại diện của chiến dịch          |                                                             |
| 2022 | HERA Sensual Powder Matte Liquid                      | Gương mặt đại diện                         |                                                             |
| 2022 | Calvin Klein Fall 2022                                | Người mẫu                                  | Quảng bá các sản phẩm Apparel và Underwear                  |
| 2022 | Soju Soon Hari                                        | Đại diện thương hiệu                       | Dòng soju của Lotte                                         |
| 2022 | TAMBURINS Solace                                      | Gương mặt đại diện                         | Các sản phẩm nước hoa                                       |
| 2022 | NEW HERA Sensual Powder Matte Lipstick                | Gương mặt đại diện                         |                                                             |
| 2022 | Porsche Korea SonderwunshxJENNIE                      | Hợp tác                                    | Quảng bá cho dịch vụ customize xe Sonderwunsch của Porsche. |
| 2022 | Beauty Kurly Online Market                            | Người mẫu                                  |                                                             |
| 2022 | Chiến dịch TAMBURINS Perfume Shell X                  | Gương mặt đại diện của chiến dịch          | Kem dưỡng có mùi hương                                      |
| 2022 | Chiến dịch TAMBURINS Perfume Balm                     | Gương mặt đại diện của chiến dịch          | Nước hoa dạng thỏi                                          |
| 2022 | Chiến dịch HERA Born To Be Free                       | Gương mặt đại diện của chiến dịch          | Cho dòng sản phẩm Sendual Nude                              |
| 2023 | Chiến dịch Chanel Coco Crush 2023                     | Gương mặt đại diện của chiến dịch          |                                                             |
| 2023 | Chiến dịch Calvin Klein 1996 2023                     | Gương mặt đại diện của chiến dịch          | Quảng bá các sản phẩm Underwear                             |
| 2023 | Chiến dịch Calvin Klein Spring Summer 2023            | Gương mặt đại diện của chiến dịch          | Quảng bá các sản phẩm Apparel và Underwear                  |
| 2023 | Chiến dịch Chanel 22 Bag 2023                         | Gương mặt đại diện của chiến dịch          |                                                             |
| 2023 | Chiến dịch Jennie for Calvin Klein                    | Gương mặt đại diện của chiến dịch          | Bộ sưu tập được kết hợp thiết kế bởi Jennie&CK              |
| 2023 | Chiến dịch Jennie for Calvin Klein                    | Nhà thiết kế                               | Bộ sưu tập được kết hợp thiết kế bởi Jennie&CK              |
| 2023 | Chiến dịch Calvin Klein Fall Winter 2023              | Gương mặt đại diện của chiến dịch          | Quảng bá các sản phẩm Apparel và Underwear                  |
| 2023 | Chiến dịch Adidas Originals                           | Gương mặt đại diện của chiến dịch          |                                                             |
| 2023 | Chiến dịch mùa lễ hội Guirlande                       | Gương mặt đại diện của chiến dịch          |                                                             |
| 2024 | Chiến dịch Chanel Coco Crush 2024                     |                                            |                                                             |
| 2024 | Chiến dịch HERA Rouge Classy                          |                                            |                                                             |
| 2024 | Chiến dịch The Premiere Watch                         |                                            |                                                             |
| 2024 | Chiến dịch Calvin Klein SS24                          |                                            |                                                             |
| 2024 | Chiến dịch Calvin Klein Spring 2024, New Season Denim |                                            |                                                             |
| 2024 | Chiến dịch Ck Monochromatic Summer                    |                                            |                                                             |
| 2024 | Chiến dịch Baby Fox của Maison Kitsuné                |                                            |                                                             |
| 2024 | Gentle Monster x Jennie (Jentle Salon)                | Nhà thiết kế kiêm đại diện chiến dịch      |                                                             |
| 2024 | Chiến dịch Clot x Adidas Originals "Gazelle"          |                                            |                                                             |
| 2024 | Chiến dịch Beats Solo Buds của Beats                  |                                            |                                                             |
| 2024 | Chiến dịch Hera "Black Cushion"                       |                                            |                                                             |
| 2025 | Chiến dịch Chanel Coco Crush 2025                     |                                            |                                                             |
| 2025 | Chiến dịch Chanel “The Chanel 25 Handbag”             |                                            |                                                             |
| 2025 | Chiến dịch Tamburins Bottari                          |                                            |                                                             |

### ROSÉ
| Năm  | Hãng                                                 | Danh phận                         | Ghi chú |
| ---- | ---------------------------------------------------- | --------------------------------- | --- |
| 2019 | Adidas Korea                                         |                                   | Với Yoon (Winner) |
| 2020 | MMORPG Perfect World                                 | Đại diện nhân vật                 | |
| 2020 | Saint Laurent                                        | Đại sứ thương hiệu toàn cầu       | Là đại sứ toàn cầu đầu tiên và duy nhất của thương hiệu thời trang cao cấp đến từ Pháp này Là gương mặt chính cho các global campaign: Women Fall 2020, The Solferino F/W 2020, Eyewear F/W 2020, Denim F/W 2020. |
| 2020 | Chiến dịch Saint Laurent Fall                        | Gương mặt đại diện của chiến dịch | |
| 2020 | Chiến dịch Saint Laurent - túi Solferino 2020        | Gương mặt đại diện của chiến dịch | |
| 2020 | Chiến dịch Saint Laurent - Eyewear Fall/Winter 2020  | Gương mặt đại diện của chiến dịch | |
| 2020 | Chiến dịch Saint Laurent - Denim 2020                | Gương mặt đại diện của chiến dịch | |
| 2021 | YSL Beauté                                           | Muse khu vực Hàn Quốc             | |
| 2021 | Tiffany&Co.                                          | Đại sứ thương hiệu toàn cầu       | |
| 2021 | Instagram                                            |                                   | Quảng cáo cho tính năng Reels của Instagram |
| 2021 | Chiến dịch Tiffany Hardwear City 21                  | Gương mặt đại diện của chiến dịch | Trở thành gương mặt cho chiến dịch digital 2021 Tiffany HardWear cùng lúc với danh phận đại sứ toàn cầu của thương hiệu                                                                                           |
| 2021 | 5252 BY O!Oi                                         | Đại sứ thương hiệu                | |
| 2021 | 21 FALL 'The City' Lookbook của 5252 BY O!Oi         |                                   | |
| 2021 | Chiến dịch Saint Laurent - Eyewear Fall/Winter 2021  | Gương mặt đại diện của chiến dịch | |
| 2021 | Calm                                                 | Hợp tác                           | |
| 2022 | 22 S/S Part 1&2 của 5252 BY O!Oi                     |                                   | |
| 2022 | Chiến dịch kỉ niệm 25 năm thành lập của Homeplus     | Người mẫu                         | |
| 2022 | Chiến dịch quảng cáo dịch vụ Home+ Express           | Gương mặt đại diện của chiến dịch | |
| 2022 | Chiến dịch Tiffany Hardwear City 22                  | Gương mặt đại diện của chiến dịch | |
| 2022 | 22SS PART 1&2 Réjouir của O!Oi Korea                 | Người mẫu                         | |
| 2022 | Chiến dịch Tiffany Black Titanium Hardwear           | Gương mặt đại diện của chiến dịch | |
| 2022 | Chiến dịch Saint Laurent - FALL 2022 - Ready To Wear | Gương mặt đại diện của chiến dịch | |
| 2022 | Chiến dịch Saint Laurent - Eyewear Fall/Winter 2022  | Gương mặt đại diện của chiến dịch | |
| 2022 | Sulwhasoo                                            | Đại sứ thương hiệu toàn cầu       | |
| 2022 | Chiến dịch Sulwhasoo First Care Serum                | Gương mặt đại diện của chiến dịch | Trở thành gương mặt cho chiến dịch Sulhwasoo Rebloom cùng lúc với danh phận đại sứ toàn cầu của thương hiệu |
| 2022 | Chiến dịch Saint Laurent Niki 2022                   | Gương mặt đại diện của chiến dịch | |
| 2023 | Chiến dịch Tiffany Lock Collection 2023              | Gương mặt đại diện của chiến dịch | |
| 2023 | Chiến dịch Saint Laurent Fall 2023                   | Gương mặt đại diện của chiến dịch | |
| 2023 | Chiến dịch Sulwhasoo The Ultimate S Cream            | Gương mặt đại diện của chiến dịch | |
| 2023 | Chiến dịch Never Still Chapter 4                     | Gương mặt đại diện của chiến dịch | Với Lewis Hamilton & Kylian Mbappé |
| 2023 | Rimowa                                               | Đại sứ thương hiệu                | |
| 2024 | Chiến dịch Tiffany Lock Collection                   |                                   | Tiffany&co kết hợp với Rosé cho ra mắt mẫu vòng cổ mang tên Tiffany Look Rosé |
| 2024 | Puma                                                 | Đại sứ thương hiệu toàn cầu       | |
| 2024 | Chiến dịch Puma Pamerlo                              |                                   | |
| 2024 | Chiến dịch Saint Laurent Fall 2024                   | Gương mặt đại diện của chiến dịch | |
| 2024 | Chiến dịch Puma Speed Cat                            |                                   | |
| 2025 | Chiến dịch SKIMS Valentine's Day                     |                                   | |
| 2025 | Chiến dịch YSL Beauty Love Endlessly                 |                                   | |
| 2025 | Chiến dịch Saint Laurent Love Letters                |                                   | |

### LISA
| Năm  | Hãng                                                                 | Danh phận                                               | Ghi chú |
| ---- | -------------------------------------------------------------------- | ------------------------------------------------------- | --- |
| 2014 | NONAGON                                                              | Đại diện                                                | |
| 2016 | NONAGON x LISA 2017                                                  |                                                         | "THE VOID' COLLECTION" |
| 2018 | Moonshot Cosmetics                                                   | Đại sứ thương hiệu toàn cầu tại Trung Quốc              | |
| 2018 | CELINE                                                               | Nàng thơ                                                | |
| 2018 | Blackpink Lisa x Nonagon Collection, Brightest Star in The Night Sky |                                                         | |
| 2018 | Nonagon FW 2018 Collection, MODXXXXXX                                |                                                         | |
| 2018 | BLACKPINK Lisa for X-Girl x Nonagon                                  |                                                         | |
| 2019 | AIS                                                                  | Đại sứ thương hiệu                                      | |
| 2019 | Samsung Galaxy S10                                                   | Đại sứ thương hiệu tại Thái Lan                         | |
| 2019 | Samsung Galaxy A70                                                   | Đại sứ thương hiệu                                      | |
| 2019 | Game RAGNAROK M Thailand                                             | Đại diện nhân vật                                       | |
| 2019 | Nonagon SS19, Fleur de Dust                                          |                                                         | |
| 2019 | Moonshot cosmetic, Sunburn Coral Look                                |                                                         | |
| 2019 | Moonshot Micro Correctfit cushion product                            |                                                         | |
| 2019 | Moonshot Mood Collection 2019.                                       |                                                         | |
| 2019 | NYSCPS                                                               |                                                         | |
| 2020 | PENSHOPPE Philippines                                                | Đại sứ thương hiệu                                      | |
| 2020 | Myshelter Lane Parka và Myshelter Rain Jacket của ADIDAS             |                                                         | Với Mino |
| 2020 | Sữa chua Chân Quả Lạp                                                | Người phát ngôn                                         | |
| 2020 | Downy China                                                          | Người phát ngôn                                         | |
| 2020 | AIS 5G, The Future is Coming For You                                 |                                                         | Với Bambam |
| 2020 | Brawl Stars (China Server)                                           | Người phát ngôn                                         | |
| 2020 | BVLGARI                                                              | Đại sứ khu vực Hàn Quốc                                 | |
| 2020 | CELINE                                                               | Đại sứ toàn cầu và nàng thơ của thương hiệu             | Là đại sứ đầu tiên và duy nhất của Celine - thương hiệu quần áo cao cấp nổi tiếng của nước Pháp                                                  |
| 2020 | Chiến dịch BST 'Celine Essentiels'                                   | Gương mặt đại diện của chiến dịch                       | [ 5 ] |
| 2020 | vivo S7                                                              | Người phát ngôn                                         | |
| 2020 | M.A.C                                                                | Đại sứ toàn cầu thương hiệu, nàng thơ của mỹ phẩm M.A.C | Là idol K-pop đầu tiên làm đại sứ cho thương hiệu mỹ phẩm nổi tiếng của Canada Là idol K-pop đầu tiên làm đại sứ cho 1 thương hiệu thuần make-up |
| 2020 | Adidas                                                               | Đại sứ dòng sản phẩm Adidas Winter                      | Với Mino |
| 2020 | Adidas China                                                         | Người phát ngôn Adidas China                            | |
| 2020 | BVLGARI                                                              | Đại sứ thương hiệu toàn cầu                             | Là idol K-pop đầu tiên làm đại sứ toàn cầu cho thương hiệu trang sức cao cấp của nước Ý                                                          |
| 2020 | M.A.C bộ sưu tập New Glow Play                                       | Gương mặt đại diện của chiến dịch                       | |
| 2020 | M.A.C Froster Firework                                               | Gương mặt đại diện của chiến dịch                       | Bộ sưu tập son mùa Lễ hội 2020 |
| 2020 | M.A.C son Powder Kiss (limited edition) và M.A.C Powder Blush.       | Gương mặt đại diện của chiến dịch                       | |
| 2021 | M.A.C Lightful C                                                     | Gương mặt đại diện của chiến dịch                       | |
| 2021 | Vivo S9                                                              | Người phát ngôn                                         | |
| 2021 | M.A.C Studio Fix                                                     | Gương mặt đại diện của chiến dịch                       | |
| 2021 | M.A.C Love Me Liquid Live Color                                      | Gương mặt đại diện của chiến dịch                       | |
| 2021 | M.A.C Powder Kiss                                                    | Gương mặt đại diện của chiến dịch                       | Chiến dịch quảng bá các dòng sản phẩm matte cho MAC Cosmetics.                                                                                   |
| 2021 | Chiến dịch B.Zero1 của Bvlgari                                       | Gương mặt đại diện của chiến dịch                       | |
| 2021 | Chiến dịch Magnifica của Bvlgari                                     | Gương mặt đại diện của chiến dịch                       | Campaign High Jewelry |
| 2021 | vivo S10                                                             | Người phát ngôn                                         | |
| 2021 | M.A.C Eyes                                                           | Gương mặt đại diện của chiến dịch                       | |
| 2021 | DENTISTE                                                             | Đại sứ thương hiệu                                      | Đại diện cho dòng sản phẩm DENTISTE Anticavity Max Fluoride 1500 PPM                                                                             |
| 2021 | Chiến dịch cho Divas' Dream Jewelry Collection 2021 của Bvlgari      | Gương mặt đại diện của chiến dịch                       | |
| 2021 | MAC x L collection                                                   | Nhà thiết                                               | |
| 2022 | Celine Haute Parfumerie                                              | Đại sứ toàn cầu                                         | Celine Haute Parfumerie gồm nước hoa và nến thơm                                                                                                 |
| 2022 | Chiến dịch Haute Parfumerie của Celine                               | Gương mặt đại diện toàn cầu của chiến dịch              | |
| 2022 | vivo S12                                                             | Người phát ngôn                                         | |
| 2022 | Chivas Regal                                                         | Người phát ngôn khu vực châu Á - Thái Bình Dương        | |
| 2022 | Chiến dịch WOMEN SUMMER 22 của Celine                                | Gương mặt đại diện của chiến dịch                       | |
| 2022 | Chiến dịch Unexpected Wonders của Bvlgari                            | Gương mặt đại diện của chiến dịch                       | |
| 2022 | acmé de la vie                                                       | Người mẫu độc quyền                                     | |
| 2022 | Chiến dịch 22SS SEASON của acmé de la vie                            | Gương mặt đại diện của chiến dịch                       | |
| 2022 | ajaib                                                                | Đại sứ thương hiệu                                      | |
| 2022 | Chiến dịch Lễ tình nhân (Trung Quốc) của Bvlgari                     | Gương mặt đại diện của chiến dịch                       | Bộ sưu tập Divas's Dream |
| 2022 | LISA × CHIVAS 18: LIMITED EDITION                                    | Đồng thiết kế                                           | |
| 2023 | Bvlgari X Lisa Limited Edition                                       | Lisa hợp tác thiết kế và sản xuất cùng Bvlgari          | Sẽ có 700 chiếc phiên bản 33mm và 300 chiếc phiên bản 23mm (tổng 1000 chiếc) được sản xuất                                                       |
| 2023 | ADLV X LISA NEW 23SS SEASON                                          |                                                         | |
| 2023 | TrueID Thái Lan                                                      | Đại sứ thương hiệu                                      | |
| 2023 | Truemoney Thái Lan                                                   | Đại sứ thương hiệu                                      | |
| 2023 | TrueX Thái Lan                                                       | Đại sứ thương hiệu                                      | |
| 2023 | Chiến dịch Winter Colection 2023 của Celine                          |                                                         | |
| 2024 | Bulgari Bulgari X Lisa Limited Edition                               | Lisa hợp tác thiết kế và sản xuất cùng Bvlgari          | Sẽ có 1100 chiếc phiên bản 33mm và 400 chiếc phiên bản 23mm (tổng 1500 chiếc) được sản xuất                                                      |
| 2024 | Lisa x Kith "Women Summer 2024"                                      |                                                         | |
| 2024 | Lisa x Dentiste "Confident Smile"                                    |                                                         | |
| 2024 | Chiến dịch với Bose “Hear It All. All The Time”                      |                                                         | |
| 2024 | Louis Vuitton                                                        | Đại sứ thương hiệu                                      | |
| 2025 | Chiến dịch Louis Vuitton Spring 2025                                 |                                                         | |

## Người mẫu tạp chí
| Năm  | Tạp chí                               | Thành viên    | Số phát hành                  | Số version             | Hãng đẩy bìa/trang                                                                      | Quảng bá | Nhiếp ảnh gia       | Chú thích |
| ---- | ------------------------------------- | ------------- | ----------------------------- | ---------------------- | --------------------------------------------------------------------------------------- | --- | ------------------- | --- |
| 2016 | 1st Look                              | Blackpink     | Vol.118 (Tháng 9)             |                        | Reebok                                                                                  | |                     | Trang trong |
| 2016 | Nylon Korea                           | Blackpink     | Tháng 11                      | 1                      |                                                                                         | | Mok Jung Wook       | |
| 2017 | Nylon Japan                           | Blackpink     | Tháng 1                       | 1                      |                                                                                         | | Bungo Tsuchiya      | |
| 2017 | DAZED Korea                           | Jennie        | Tháng 4                       | 2                      | Saint Laurent                                                                           | | Kim Yeong Jun       | |
| 2017 | ZIPPER Japan                          | Blackpink     | Tháng 4                       |                        |                                                                                         | |                     | Trang trong |
| 2017 | HIGH CUT                              | Blackpink     | Vol. 201 (tháng 4)            |                        |                                                                                         | |                     | |
| 2017 | HR Magazine                           | Blackpink     | Tháng 5                       |                        |                                                                                         | |                     | Trang trong |
| 2017 | ELLE Korea                            | Blackpink     | Tháng 8                       | 1                      | Saint Laurent                                                                           | Fall 2017 RTW Collection | Kim Yeong Jun       | Bìa nhóm đầu tiên trên tạp chí ngũ đại |
| 2017 | MINI Japan                            | Blackpink     | Tháng 9                       |                        |                                                                                         | | Saki Omi            | |
| 2017 | Nylon Japan                           | Blackpink     | Tháng 9                       |                        |                                                                                         | |                     | |
| 2017 | Popteen Japan                         | Blackpink     | Tháng 9                       | 1                      |                                                                                         | |                     | |
| 2017 | Nylon Japan × SHEL'TTER               | Blackpink     | Tháng 9                       | 1                      |                                                                                         | |                     | Special Collaboration |
| 2017 | NYLON Japan                           | Blackpink     | Tháng 9                       | 1                      |                                                                                         | |                     | |
| 2017 | Mini Japan Magazine                   | Blackpink     | Tháng 9                       |                        |                                                                                         | |                     | |
| 2017 | ZIPPER Magazine Autumn                | Blackpink     | Tháng 9                       | 1                      |                                                                                         | |                     | |
| 2017 | S Cawaii Japan                        | Blackpink     | Tháng 10                      | 1                      |                                                                                         | |                     | |
| 2017 | HEREN Magazine                        | Jennie        | Tháng 10                      |                        | Boucheron Paris                                                                         | Bestiary Collection | Hong Jang Hyun      | |
| 2017 | ELLE Japan                            | Blackpink     | Tháng 10                      |                        | Dior                                                                                    | Rogue Dior Liquid |                     | Trang trong |
| 2017 | 10th Anniversary SHEL'TTER            | Blackpink     | Tháng 10                      |                        |                                                                                         | |                     | |
| 2017 | Vogue Korea                           | Blackpink     | Tháng 11                      |                        | NIKE                                                                                    | | Mok Jung Wook       | Trang trong |
| 2017 | madame Figaro Japan                   | Blackpink     | Tháng 11                      |                        |                                                                                         | |                     | |
| 2017 | Numéro Tokyo                          | Blackpink     | Tháng 11                      | 1                      |                                                                                         | | Kinya               | |
| 2017 | GQ Japan                              | Blackpink     | Tháng 12                      | 1                      |                                                                                         | | Takaki Kumada       | |
| 2017 | InStyle Korea                         | Jisoo         | Tháng 12                      |                        |                                                                                         | | Kim Jae Hoon        | Trang trong |
| 2017 | Céci Korea                            | Rosé          | Tháng 12                      |                        |                                                                                         | | Less                | Trang trong |
| 2018 | Harper's Bazaar Korea                 | Jennie        | Tháng 1                       | 2                      | Chanel Beauty                                                                           | S/S 2018 Makeup Collection | Hong Jang Hyun      | Số khai niên |
| 2018 | Allure Korea                          | Jisoo         | Tháng 2                       | 1                      |                                                                                         | | Ahn Joo Young       | |
| 2018 | Marie Claire Korea                    | Blackpink     | Tháng 3                       | 1                      |                                                                                         | |                     | Cover đặc biệt cho kỉ niệm 25 năm của tạp chí |
| 2018 | Céci Korea                            | Rosé & Jisoo  | Tháng 3                       | 2                      | YSL Beauty                                                                              | | Ahn Joo Young       | |
| 2018 | ELLE Korea                            | Jennie        | Tháng 3                       |                        | Chanel Beauty                                                                           | S/S 2018 Makeup Collection | Ahn Joo Young       | Trang trong |
| 2018 | ELLE Korea                            | Blackpink     | Tháng 4                       |                        | Louis Vuitton                                                                           | Twist Bag Collection | Kim Hee June        | Trang trong |
| 2018 | Mini Japan                            | Lisa          | Tháng 6                       |                        | NONAGON                                                                                 | | Saki Omi            | Trang trong |
| 2018 | Nicola Japan                          | Lisa          | Tháng 6                       |                        | NONAGON                                                                                 | | Hoshimoto Norikazu  | Trang trong |
| 2018 | Cosmopolitan Korea                    | Jennie        | Tháng 7                       |                        | Chanel Perfume                                                                          | Les Eaux De Chanel |                     | Trang trong |
| 2018 | Seventeen Japan                       | Lisa          | Tháng 7                       |                        | NONAGON                                                                                 | |                     | Trang trong |
| 2018 | Nylon Japan                           | Lisa          | Tháng 7                       | 1                      |                                                                                         | |                     | |
| 2018 | HIGH CUT                              | Blackpink     | Vol. 224 Tháng 7              |                        |                                                                                         | |                     | |
| 2018 | Cosmopolitan Korea                    | Blackpink     | Tháng 8                       | 5 (nhóm và solo)       |                                                                                         | | Kim Hee June        | |
| 2018 | Vogue Korea                           | Blackpink     | Tháng 8                       |                        |                                                                                         | | Kim Hee June        | Trang trong |
| 2018 | DAZED Korea                           | Rosé & Lisa   | Tháng 8                       | 1                      | Mulberry                                                                                | Fall 2018 RTW Collection | Park Jong Ha        | Special Autumn 2018 |
| 2018 | WWD Beauty Japan                      | Blackpink     | Tháng 8 (Vol. 512)            | 1                      |                                                                                         | |                     | |
| 2018 | Glitter Magazine Japan                | Blackpink     | Tháng 10                      | 1                      |                                                                                         | |                     | |
| 2018 | Grazia China                          | Blackpink     | Tháng 10                      | 1                      |                                                                                         | |                     | |
| 2018 | Marie Claire Korea                    | Jennie        | Tháng 10                      |                        | Chanel Beauty                                                                           | | Ahn Joo Young       | Trang trong |
| 2018 | W Korea                               | Jennie        | Tháng 11                      | 3                      | Chanel Fine Jewelry                                                                     | | Hong Jang Hyun      | |
| 2018 | W Korea                               | Lisa          | Tháng 11                      |                        | Michael Kors                                                                            | | Kim Hee June        | Trang trong |
| 2018 | JJ Japan                              | Blackpink     | Tháng 11                      | 1                      |                                                                                         | | Kazutaka Nakamura   | |
| 2018 | Vogue Korea                           | Jisoo & Rosé  | Tháng 11                      |                        | Coach                                                                                   | Fall 2018 RTW Collection | Park Jong Ha        | Trang trong |
| 2018 | HIGH CUT                              | Jennie        | Vol.230 (15 - 28 tháng 11)    | 1                      | Chanel Beauty                                                                           | | Ahn Joo Young       | |
| 2019 | DAZED Korea                           | Lisa          | Tháng 2                       | 2                      | Celine                                                                                  | Spring-Summer 2019 RTW Collection | Kim Hee June        | |
| 2019 | Billboard                             | Blackpink     | Tháng 3                       | 5 (nhóm và solo)       |                                                                                         | |                     | |
| 2019 | Cosmopolitan Korea                    | Jennie        | Tháng 3                       | 1                      | HERA                                                                                    | | Ahn Joo Young       | |
| 2019 | DAZED Korea                           | Jennie        | Tháng 4                       | 2                      | Chanel                                                                                  | Spring-Summer 2019 RTW Collection | Kim Hee June        | |
| 2019 | Forbes Korea                          | Blackpink     | Tháng 5                       | 1                      |                                                                                         | |                     | |
| 2019 | Harper's Bazzar Thailand              | Lisa          | Tháng 5                       | 2                      | Bvlgari                                                                                 | |                     | |
| 2019 | Cosmopolitan Indonesia                | Jennie        | Tháng 5                       | 1                      | HERA                                                                                    | | Ahn Joo Young       | Mua lại bìa của Cosmopolitan Korea |
| 2019 | Harper's Bazaar Korea                 | Jisoo         | Tháng 6                       | 1                      | Cartier                                                                                 | | Kim Yeong Jun       | |
| 2019 | Vogue Korea                           | Blackpink     | Tháng 7                       |                        | Mise en scène                                                                           | Hello Bubble |                     | Trang trong |
| 2019 | SupperELLE China                      | Lisa          | Tháng 8                       |                        | Celine                                                                                  | Fall 2019 RTW Collection | Lee Jun Kyoung      | Trang trong |
| 2019 | Jealous China                         | Blackpink     | Tháng 9                       | 1                      |                                                                                         | | Kim Hee June        | |
| 2019 | Dazed Korea                           | Rosé          | Tháng 10                      | 3                      | Saint Laurent                                                                           | Fall 2019 RTW Collection | Kim Hee June        | |
| 2019 | ELLE Korea                            | Jennie        | Tháng 10                      | 2                      | Chanel Fine Jewelry                                                                     | Fall-Winter 2019/20 RTW Collection Chanel Coco Crush | Hong Jang Hyun      | |
| 2019 | Vogue Korea                           | Jennie & Lisa | Tháng 11                      |                        | Chanel, Celine                                                                          | Chanel Cruise 2019/20 Collection; Celine Men's Spring-Summer 2020 Collection | Kim Hee June        | Trang trong |
| 2019 | ELLE Indonesia                        | Jennie        | Tháng 11                      | 2                      | Chanel Fine Jewelry                                                                     | Fall-Winter 2020 RTW Collection Chanel Coco Crush | Hong Jang Hyun      | Mua lại bìa của ELLE Korea |
| 2019 | ELLE Korea                            | Jisoo         | Tháng 12                      | 2                      | Burberry                                                                                | B-Bounce | Kim Hee June        | |
| 2019 | Vogue HongKong                        | Lisa          | Tháng 12                      | 1                      | Celine                                                                                  | Celine Men's Spring-Summer 2020 Collection | Hedi Slimane        | Phụ bản đặc biệt Christmas |
| 2020 | madame FIGARO Japan                   | Lisa          | Tháng 1                       | 1                      | Celine                                                                                  | Celine Men's Spring-Summer 2020 Collection | Hedi Slimane        | |
| 2020 | Harper's Bazaar Korea                 | Jisoo         | Tháng 1                       | 2                      | Dior Makeup                                                                             | | Kim Hee June        | Số khai niên |
| 2020 | Nylon China                           | Lisa          | Tháng 1                       | 2                      | Tiffany&Co                                                                              | | Hong Jang Hyun      | |
| 2020 | ELLE Korea                            | Lisa          | Tháng 2                       | 3                      | PRADA                                                                                   | Resort 2020 Collection | Kim Hee June        | |
| 2020 | W Korea                               | Jennie        | Tháng 2                       | 1                      | Hera                                                                                    | | Ahn Joo Young       | |
| 2020 | ELLE Vietnam                          | Jisoo         | Tháng 2                       | 1                      | Burberry                                                                                | | Kim Hee June        | Mua lại bìa của ELLE Korea |
| 2020 | Vogue Korea                           | Blackpink     | Tháng 3                       | 6 (2 bìa nhóm và solo) | Dior, Chanel, Saint Laurent, Bvlgari                                                    | Dior, Chanel, Saint Laurent, Celine Fall-Winter 2019 RTW Collection | Petra Collins       | |
| 2020 | Vogue Korea                           | Jisoo         | Tháng 3                       |                        | Dior, Dior Makeup                                                                       | | Ahn Joo Young       | Trang trong |
| 2020 | HIGH CUT                              | Jennie        | Tháng 3 (Vol.259)             | 2                      | Calvin Klein Jeans                                                                      | |                     | |
| 2020 | W Korea                               | Rosé          | Tháng 4                       |                        | Saint Laurent                                                                           | | Kim Hee June        | Trang trong |
| 2020 | Marie Claire Korea                    | Jennie        | Tháng 4                       | 3                      | Gentle Monster                                                                          | | Hong Jang Hyun      | Trong đó có 1 special edition bán giới hạn |
| 2020 | Harper's Bazaar Korea                 | Jennie        | Tháng 4                       |                        | Chanel                                                                                  | Spring-Summer 2020 RTW Collection | Hong Jang Hyun      | Trang trong |
| 2020 | Vogue Korea                           | Jennie        | Tháng 5                       | 1                      | Chanel                                                                                  | Spring-Summer 2020 RTW Collection | Hong Jang Hyun      | |
| 2020 | Allure Korea                          | Lisa          | Tháng 6                       | 3                      | Moonshot                                                                                | | Kim Hee June        | |
| 2020 | ELLE Korea                            | Jisoo         | Tháng 7                       |                        | Dior Makeup & Dior Parfums                                                              | Pre-Fall 2020 Collection | Mok Jung Wook       | Trang trong |
| 2020 | ELLE Korea                            | Rosé          | Tháng 7                       | 3                      | Saint Laurent                                                                           | FALL 2020 Collection | Kim Hee June        | |
| 2020 | W Korea                               | Rosé          | Tháng 8                       |                        | Omega                                                                                   | | Kim Hee June        | Trang trong |
| 2020 | ELLE Hong Kong                        | Rosé          | Tháng 8                       | 2                      | Saint Laurent                                                                           | FALL 2020 Collection | Kim Hee June        | Mua lại bìa của ELLE Korea |
| 2020 | ELLE Thailand                         | Rosé          | Tháng 8                       | 1                      | Saint Laurent                                                                           | FALL 2020 Collection | Kim Hee June        | Mua lại bìa của ELLE Korea |
| 2020 | ELLE Korea                            | Jennie        | Tháng 9                       |                        | Hera                                                                                    | Sensual Powder Matte | Ahn Joo Young       | Trang trong |
| 2020 | Marie Claire Korea                    | Jisoo         | Tháng 9                       | 2                      | Dior Makeup                                                                             | Dior Autumn-Winter 2020 RTW Collection Dior Rouge 999 & 635 | Choi Moon Hyuk      | Số kim cửu |
| 2020 | DAZED Korea                           | Jisoo         | Tháng 9                       | 3                      | Dior                                                                                    | Autumn-Winter 2020 RTW Collection | Kim Hee June        | Special Edition |
| 2020 | W Korea                               | Rosé          | Tháng 10                      | 4                      | Tiffany & Co.                                                                           | Tiffany Jewel Box 2020 & Tiffany T T1 | Kim Hee June        | |
| 2020 | ELLE US                               | Blackpink     | Tháng 10                      | 5 (nhóm và solo)       | Celine, Bulgari, Chanel, Chanel Fine Jewelry, Saint Laurent, Tiffany&Co., Dior, Cartier | | Kim Hee June        | Kỷ niệm 75 năm của ELLE |
| 2020 | W Korea                               | Jennie        | Tháng 11                      | 3                      | Chanel Fine Jewelry                                                                     | Chanel Cruise 2020/21 Collection Chanel Coco Crush | Hong Jang Hyun      | |
| 2020 | DAZED Korea                           | Rosé          | Tháng 11                      | 3                      | Saint Laurent                                                                           | Fall-Winter 2019 RTW Collection | Kim Hee June        | |
| 2020 | DAZED China                           | Rosé          | Tháng 11                      | 1                      | Saint Laurent                                                                           | Fall-Winter 2019 RTW Collection | Kim Hee June        | Mua lại bìa của DAZED Korea |
| 2020 | DAZED China                           | Rosé          | Tháng 12                      | 1                      | Saint Laurent                                                                           | Fall-Winter 2019 RTW Collection | Kim Hee June        | Mua lại bìa của DAZED Korea |
| 2020 | ELLE China                            | Lisa          | Tháng 12                      | 3                      | Celine                                                                                  | | Kim Hee June        | 1 bìa digital và song bìa physical Số kết niên |
| 2020 | Harper's Bazaar Korea                 | Jisoo         | Tháng 12                      |                        | Dior                                                                                    | | Kim Hee June        | Trang trong |
| 2021 | ELLE Korea                            | Jisoo         | Tháng 1                       | 4                      | Cartier                                                                                 | | Kim Hee June        | Số khai niên |
| 2021 | W Korea                               | Jisoo         | Tháng 1                       |                        | Dior Beauty                                                                             | Dior Lip GIow | Choi Moon Hyuk      | Trang trong |
| 2021 | W Korea                               | Jisoo         | Tháng 1                       |                        | Dior Parfums                                                                            | Miss Dior Blooming Bouquet | Choi Moon Hyuk      | Trang trong |
| 2021 | W Korea                               | Jisoo         | Tháng 1                       |                        | Dior Makeup                                                                             | Dior Forever Skin Glow Cushion | Choi Moon Hyuk      | Trang trong |
| 2021 | Vogue Korea                           | Rosé          | Tháng 1                       |                        | YSL Beauté                                                                              | YSL The Marble Compact | Kim Hee June        | Trang trong |
| 2021 | W Korea                               | Jisoo         | Tháng 2                       | 3                      | Dior                                                                                    | Spring/Summer 2021 | Kim Hee June        | |
| 2021 | W Korea                               | Jisoo         | Tháng 2                       |                        | Dior Beauty                                                                             | Dior Rouge 999 & 771 | Choi Moon Hyuk      | Trang trong |
| 2021 | ELLE Vietnam                          | Jisoo         | Tháng 2                       | 1                      | Cartier                                                                                 | | Kim Hee June        | Mua lại bìa của ELLE Korea |
| 2021 | Vogue Korea                           | Jennie        | Tháng 3                       |                        | Chanel                                                                                  | Spring-Summer 2021 RTW Collection | Kim Hee June        | Trang trong Debut với vai trò làm biên tập viên (cộng tác viên với Vogue Korea) |
| 2021 | Harper's Bazaar Korea                 | Jennie        | Tháng 4                       | 5                      | Chanel                                                                                  | Spring-Summer 2021 RTW Collection | Kim Hee June        | |
| 2021 | ELLE Korea                            | Lisa          | Tháng 4                       | 4                      | Celine                                                                                  | Spring-Summer 2021 RTW Collection | Kim Hee June        | |
| 2021 | Harper's Bazaar China                 | Lisa          | Tháng 4                       | 1                      | Celine                                                                                  | Spring-Summer 2021 RTW Collection | Kim Hee June        | |
| 2021 | Vogue Korea                           | Rosé          | Tháng 4                       |                        | YSL Beauté                                                                              | YSL Pure Shots | Kim Hee June        | Trang trong |
| 2021 | Vogue Australia                       | Rosé          | Tháng 4                       | 1                      | Saint Laurent, Tiffany&Co.                                                              | Saint Laurent Spring-Summer 2021 RTW Collection Tiffany HardWear Collection | Peter Ash Lee       | |
| 2021 | V Magazine                            | Jennie        | Tháng 4                       | 1                      | Chanel                                                                                  | Spring-Summer 2021 RTW Collection | Inez and Vinoodh    | Jennie là một trong ba đại sự có bìa riêng của sách nghệ thuật phiên bản giới hạn "The Chanel Book" Do Chanel hợp tác với V Magazine sản xuất |
| 2021 | Harper's Bazaar Korea                 | Jisoo         | Tháng 5                       |                        | Dior Makeup                                                                             | Dior Lip GIow | Kim Hee June        | Trang trong |
| 2021 | W Korea                               | Rosé          | Tháng 5                       | 5                      | Saint Laurent                                                                           | Spring-Summer 2021 RTW Collection | Kim Hee June        | |
| 2021 | Vogue Taiwan                          | Rosé          | Tháng 5                       |                        | Saint Laurent, Tiffany&Co.                                                              | Saint Laurent Spring-Summer 2021 RTW Collection Tiffany HardWear Collection | Peter Ash Lee       | Trang trong Bài phỏng vấn và ảnh giống với đợt Vogue Australia tháng 4 |
| 2021 | Vogue Singapore                       | Rosé          | Tháng 5,6                     |                        | Saint Laurent, Tiffany&Co.                                                              | Saint Laurent Spring-Summer 2021 RTW Collection Tiffany HardWear Collection | Peter Ash Lee       | Trang trong Bài phỏng vấn và ảnh giống với đợt Vogue Australia tháng 4 |
| 2021 | ELLE Thailand                         | Lisa          | Tháng 5                       | 2                      | Celine                                                                                  | Spring-Summer 2021 RTW Collection | Kim Hee June        | Mua lại bìa của ELLE Korea |
| 2021 | Vogue Japan                           | Lisa          | Tháng 6                       | 2                      | Celine                                                                                  | Spring-Summer 2021 RTW Collection | Kim Hee June        | |
| 2021 | ELLE Korea                            | Rosé          | Tháng 6                       | 6                      | Tiffany&Co.                                                                             | Tiffany HardWear Collection | Kim Hee June        | |
| 2021 | Vogue Korea                           | Blackpink     | Tháng 6                       | 5 (nhóm và solo)       | Mise en scène                                                                           | Hello Bubble | Kim Hee June        | |
| 2021 | ELLE Hong Kong                        | Jisoo         | Tháng 6                       | 2                      | Dior                                                                                    | FALL 2021 Collection VESPA 946 CHRISTIAN DIOR | Kim Hee June        | |
| 2021 | ELLE Thailand                         | Jisoo         | Tháng 6                       | 2                      | Dior                                                                                    | FALL 2021 Collection VESPA 946 CHRISTIAN DIOR | Kim Hee June        | Mua lại bìa của ELLE Hong Kong |
| 2021 | ELLE Singapore                        | Jisoo         | Tháng 6                       | 1                      | Dior                                                                                    | FALL 2021 Collection VESPA 946 CHRISTIAN DIOR | Kim Hee June        | Mua lại bìa của ELLE Hong Kong |
| 2021 | ELLE INDIA                            | Jisoo         | Tháng 6                       | 2                      | Dior                                                                                    | FALL 2021 Collection VESPA 946 CHRISTIAN DIOR | Kim Hee June        | Mua lại bìa của ELLE Hong Kong |
| 2021 | ELLE Korea                            | Jisoo         | Tháng 6                       |                        | Dior                                                                                    | FALL 2021 Collection VESPA 946 CHRISTIAN DIOR | Kim Hee June        | Trang trong Ảnh từ bộ ảnh chụp cho ELLE Hong Kong |
| 2021 | ELLE Taiwan                           | Jisoo         | Tháng 6                       |                        | Dior                                                                                    | FALL 2021 Collection VESPA 946 CHRISTIAN DIOR | Kim Hee June        | Trang trong Ảnh từ bộ ảnh chụp cho ELLE Hong Kong |
| 2021 | W Magazine (US)                       | Rosé          | VOLUME THREE: The Music Issue |                        | Saint Laurent                                                                           | Spring-Summer 2021 RTW Collection | Kim Hee June        | Trang trong Ảnh trong đợt W Korea hồi tháng 5 |
| 2021 | Vogue Japan                           | Rosé          | Tháng 7                       |                        | Saint Laurent, Tiffany&Co.                                                              | Saint Laurent Spring-Summer 2021 RTW Collection Tiffany HardWear Collection | Peter Ash Lee       | Trang trong Bài phỏng vấn và ảnh giống với đợt Vogue Australia tháng 4 |
| 2021 | ELLE Taiwan                           | Rosé          | Tháng 7                       | 2                      | Tiffany&Co.                                                                             | Tiffany HardWear Collection | Kim Hee June        | Mua lại bìa ELLE Korea |
| 2021 | ELLE Thailand                         | Rosé          | Tháng 7                       | 2                      | Tiffany&Co.                                                                             | Tiffany HardWear Collection | Kim Hee June        | Mua lại bìa ELLE Korea |
| 2021 | Vogue Hong Kong                       | Lisa          | Tháng 7                       | 2                      | Bvlgari                                                                                 | B.Zero1 | Kim Hee June        | Collaboration editorial |
| 2021 | Vogue Thailand                        | Lisa          | Tháng 7                       | 1                      | Bvlgari                                                                                 | B.Zero1 | Kim Hee June        | Collaboration editorial |
| 2021 | Vogue Taiwan                          | Lisa          | Tháng 7                       | 1                      | Bvlgari                                                                                 | B.Zero1 | Kim Hee June        | Collaboration editorial |
| 2021 | Vogue Korea                           | Rosé          | Tháng 7                       |                        | YSL Beauté                                                                              | Tatouage Couture Velvet Cream 202 Lipstick | Kim Hee June        | Trang trong |
| 2021 | ELLE Vietnam                          | Jisoo         | Tháng 7                       | 2                      | Dior                                                                                    | FALL 2021 Collection VESPA 946 CHRISTIAN DIOR | Kim Hee June        | Mua lại bìa của ELLE Hong Kong |
| 2021 | Harper's Bazaar Japan                 | Jennie        | Tháng 7,8                     | 1                      | Chanel                                                                                  | Spring-Summer 2021 RTW Collection | Kim Hee June        | Bìa đặc biệt |
| 2021 | W Korea                               | Lisa          | Tháng 8                       | 4                      | Bvlgari                                                                                 | B.Zero1 | Kim Hee June        | |
| 2021 | ELLE Korea                            | Jennie        | Tháng 8                       | 2                      | Chanel, Chanel Fine Jewelry                                                             | Fall-Winter 2021 RTW Collection Coco Crush ring | Hong Jang Hyun      | |
| 2021 | ELLE Vietnam                          | Jennie        | Tháng 8                       | 2                      | Chanel, Chanel Fine Jewelry                                                             | Fall-Winter 2021 RTW Collection Coco Crush ring | Hong Jang Hyun      | Mua lại bìa của ELLE Korea |
| 2021 | ELLE Korea                            | Rosé          | Tháng 9                       | 2                      | Saint Laurent                                                                           | Fall-Winter 2021 RTW Collection | Kim Hee June        | Số kim cửu |
| 2021 | Harper's Bazaar US                    | Lisa          | Tháng 9                       |                        | Celine                                                                                  | Fall-Winter 2021 RTW Collection | Mok Jung Wook       | Trang trong |
| 2021 | Marie Claire Korea                    | Jisoo         | Tháng 9                       |                        | Dior Beauty                                                                             | Miss DIOR Eau de Parfum Dior Rouge 999 & 772 Phấn nước Forever Skin Glow Cushion | Mok Jung Wook       | Trang trong |
| 2021 | Dazed Korea                           | Rosé          | Fall Edition                  |                        | Tiffany&Co.                                                                             | Tiffany HardWear Collection | Kim Hee June        | Trang trong |
| 2021 | Wonderland China                      | Jennie        | Tháng 9                       | 2                      | Calvin Klein                                                                            | Calvin Klein X Heron Preston | Hong Jang Hyun      | |
| 2021 | Harper's Bazaar Thailand              | Lisa          | Tháng 10                      | 2                      | Celine                                                                                  | Winter 2021 RTW Collection | Kim Hee June        | Gồm 2 version: 1 version bìa chính và 1 version ở bài sau |
| 2021 | W Korea                               | Jennie        | Tháng 11                      | 3                      | Chanel                                                                                  | CoCo Neige 2021/22 Collection. | Mok Jung Wook       | |
| 2021 | Harper's Bazaar Korea                 | Jisoo         | Tháng 12                      |                        |                                                                                         | | Mok Jung Wook       | Trang trong Chụp cùng với Jung Hae In, quảng bá cho phim Snowdrop |
| 2021 | Dazed Korea                           | Jennie        | 2021 Holiday Edition          | 8                      | Calvin Klein                                                                            | | Peter Ash Lee       | |
| 2021 | Vogue Korea                           | Jisoo         | Tháng 12                      | 3 series               | Dior Beauty                                                                             | Dior Holidays - The Atelier of Dreams | Kim Young Jun       | Trang trong |
| 2022 | Dazed Korea                           | Jisoo         | Tháng 1                       | 6                      | Dior Beauty                                                                             | Dior's New Look Collection and Forever Foundation. | Kang Hyewon         | Số khai niên |
| 2022 | ELLE Korea                            | Jennie        | Tháng 2                       | 6                      | Chanel, Chanel Fine Jewelry                                                             | Spring-Summer 2022 RTW Collection Chanel Coco Crush | Ahn Joo Young       | |
| 2022 | ELLE Taiwan                           | Jennie        | Tháng 2                       | 2                      | Chanel, Chanel Fine Jewelry                                                             | Spring-Summer 2022 RTW Collection Chanel Coco Crush | Ahn Joo Young       | Mua lại bìa của ELLE Korea |
| 2022 | ELLE Hong Kong                        | Jennie        | Tháng 2                       | 2                      | Chanel, Chanel Fine Jewelry                                                             | Spring-Summer 2022 RTW Collection Chanel Coco Crush | Ahn Joo Young       | Mua lại bìa của ELLE Korea (Digital Cover) |
| 2022 | ELLE Thailand                         | Jennie        | Tháng 2                       | 2                      | Chanel, Chanel Fine Jewelry                                                             | Spring-Summer 2022 RTW Collection Chanel Coco Crush | Ahn Joo Young       | Mua lại bìa của ELLE Korea |
| 2022 | ELLE Vietnam                          | Jennie        | Tháng 2                       | 2                      | Chanel, Chanel Fine Jewelry                                                             | Spring-Summer 2022 RTW Collection Chanel Coco Crush | Ahn Joo Young       | Mua lại bìa của ELLE Korea |
| 2022 | W Korea                               | Rosé          | Tháng 2                       |                        | Saint Laurent                                                                           | Spring 2022 RTW Collection | Kim Hee June        | Digital |
| 2022 | Dazed Korea                           | Rosé          | Tháng 3                       | 4                      | Saint Laurent                                                                           | Spring 2022 RTW Collection | Kim Hee June        | |
| 2022 | POP MAGAZINE                          | Lisa          | Xuân-Hè (số 46)               | 1                      | Celine                                                                                  | Spring-Summer 2022 RTW Collection | Hedi Slimane        | |
| 2022 | Harper's Bazaar Hongkong              | Lisa          | Tháng 4                       | 1                      | Celine                                                                                  | Celine Women Summer 22 | Hedi Slimane        | |
| 2022 | Harper's Bazaar Thailand              | Lisa          | Tháng 4                       |                        | Celine                                                                                  | Celine Women Summer 22 | Hedi Slimane        | Quảng cáo của chiến dịch Celine Women Summer 22 |
| 2022 | Vogue Korea                           | Jisoo         | Tháng 4                       | 3                      | Dior                                                                                    | Spring-Summer 2022 RTW Collection | Jang Duk Hwa        | |
| 2022 | Vogue Hongkong                        | Jisoo         | Tháng 5                       |                        | Dior                                                                                    | Dior Spring-Summer 2022 |                     | Trang trong |
| 2022 | ELLE Korea                            | Jisoo         | Tháng 5                       |                        | Dior                                                                                    | Dior Spring-Summer 2022 |                     | Trang trong |
| 2022 | ELLE Indonesia                        | Jisoo         | Tháng 5                       |                        | Dior                                                                                    | Dior Spring-Summer 2022 |                     | Trang trong |
| 2022 | ELLE Japan                            | Jennie        | Tháng 5                       | 1                      | Chanel, Chanel Fine Jewelry                                                             | Spring-Summer 2022 RTW Collection Chanel Coco Crush | Ahn Joo Young       | Mua lại bìa của ELLE Korea |
| 2022 | Harper's Bazaar Japan                 | Jisoo         | Tháng 5                       | 2                      | Dior                                                                                    | Spring-Summer 2022 RTW Collection | Kim Hee June        | 1 bìa bình thường + 1 bìa đặc biệt |
| 2022 | Harper's Bazaar Indonesia             | Jisoo         | Tháng 5                       | 2                      | Dior                                                                                    | Spring-Summer 2022 RTW Collection | Kim Hee June        | Mua lại bìa của Harper's Bazaar Japan |
| 2022 | Harper's Bazaar Vietnam               | Jisoo         | Tháng 5                       | 1                      | Dior                                                                                    | Spring-Summer 2022 RTW Collection | Kim Hee June        | Mua lại bìa của Harper's Bazaar Japan |
| 2022 | Harper's Bazaar Thailand              | Jisoo         | Tháng 5                       | 1                      | Dior                                                                                    | Spring-Summer 2022 RTW Collection | Kim Hee June        | Mua lại bìa của Harper's Bazaar Japan Digital cover |
| 2022 | ELLE Korea                            | Lisa          | Tháng 5                       | 4                      | Celine                                                                                  | Celine Women Summer 22 | Kim Hee June        | |
| 2022 | Mini Bazaar China                     | Rosé          | Tháng 6                       | 2                      | Saint Laurent                                                                           | Saint Laurent Women's Summer 22 | Kim Hee June        | Mua lại bìa của Harper's Bazaar Korea Digital cover |
| 2022 | ELLE Korea                            | Rosé          | Tháng 6                       | 4                      | Tiffany & Co.                                                                           | Tiffany Hardwear | Kim Hee June        | |
| 2022 | ELLE Vietnam                          | Rosé          | Tháng 6                       | 2                      | Tiffany & Co.                                                                           | Tiffany Hardwear | Kim Hee June        | Mua lại bìa của ELLE Korea |
| 2022 | Rolling Stone                         | Blackpink     | Tháng 6                       | 5 (nhóm và solo)       |                                                                                         | | Peter Ash Lee       | Nhóm nhạc nữ Kpop và Châu Á đầu tiên và cũng là nhóm nhạc nữ thứ 3 trên thế giới được lên trang bìa sau 21 năm |
| 2022 | Vogue Australia                       | Rosé          | Tháng 6                       | 1                      |                                                                                         | | Kim Hee June        | Digital cover Phiên bản tôn vinh Elvis Presley |
| 2022 | Harper's Bazaar Malaysia              | Rosé          | Tháng 6                       | 2                      | Saint Laurent                                                                           | Saint Laurent Women's Summer 22 | Kim Hee June        | Mua lại bìa của Harper's Bazaar Korea |
| 2022 | British Vouge                         | Rosé          | Tháng 7                       |                        | Tiffany & Co.                                                                           | Tiffany Hardwear Editorial No.4 | Mario Sorrenti      | Quảng cáo của chiến dịch Tiffany Hardwear City 2022 |
| 2022 | W Korea                               | Jennie        | Tháng 7                       | 4                      | Chanel                                                                                  | Chanel Metiersd ArtChanel Spring-Summer 2022 RTW Collection | Hong Jang Hyun      | |
| 2022 | Marie Claire China                    | Lisa          | Tháng 8                       | 2                      | Celine                                                                                  | Celine Women Winter 22 | Kim Hee June        | |
| 2022 | Marie Claire Korea                    | Jisoo         | Tháng 9                       | 5                      | Dior Beauty                                                                             | | Kim Hee June        | Số kim cửu |
| 2022 | V Magazine                            | Lisa          | Mùa thu (V138)                | 1                      | Celine, Bvlgari                                                                         | | Mok Jung Wook       | |
| 2022 | V Magazine                            | Lisa          | V138: Lalisa Deluxe Edition   | 1                      | Celine, Bvlgari                                                                         | | Mok Jung Wook       | |
| 2022 | CR Fashion book                       | Lisa          | Issue 21                      | 1                      | Celine                                                                                  | Celine Women Winter 22 | Kim Hee June        | |
| 2022 | ELLE Korea                            | Jennie        | Tháng 11                      | 2                      | Chanel                                                                                  | Chanel Fall-Winter 22/23 RTW Pre-collection Chanel Cruise 2023 Chanel Coco | Hong Jang Hyun      | Số kỉ niệm 30 năm |
| 2022 | Mastermind France                     | Rosé          | Số 12                         | 1                      | Saint Laurent,Tiffany & Co                                                              | | Tess Ayano          | Ấn phẩm này mỗi năm chỉ xuất bản 2 lần. |
| 2022 | ELLE USA                              | Jennie        | Tháng 12/1                    | 1                      |                                                                                         | | Felix Cooper        | Quảng bá cho phim The Idol Số phong niên 2022/ tân niên 2023 |
| 2022 | ELLE Vietnam                          | Jennie        | Tháng 11                      | 1                      | Chanel                                                                                  | Chanel Fall-Winter 22/23 RTW Pre-collection Chanel Cruise 2023 Chanel Coco | Hong Jang Hyun      | Mua lại bìa ELLE Korea Ấn phẩm đặc biệt trong tháng kỉ niệm ELLE 12 tuổi. |
| 2022 | Marie Claire Korea                    | Jisoo         | Tháng 12                      |                        | Dior Beauty                                                                             | Dior Beauty phiên bản giáng sinh | Kim Hee June        | Digital |
| 2022 | Vogue Hong Kong                       | Rosé          | Tháng 12                      | 3                      | Saint Laurent, Tiffany & Co.                                                            | | Kim Hee June        | |
| 2022 | TIME                                  | BlackPink     | Tháng 12                      | 1                      |                                                                                         | | Petra Collins       | Được chọn là "Nghệ sĩ giải trí của năm" |
| 2022 | Vogue Korea                           | BlackPink     | Tháng 12                      |                        | Game Maple Story                                                                        | Quảng bá cho game Maple Story | Mok Jung Wook       | Trang trong |
| 2023 | Marie Claire Korea                    | Jisoo         | Tháng 1                       | 4                      | Dior Beauty                                                                             | Dior Addict Lip Glow | Shin Sun Hye        | Số khai niên |
| 2023 | ELLE Japan                            | Lisa          | Tháng 2                       | 1                      | Celine                                                                                  | | Kim Hee June        | |
| 2023 | Madame Figaro Paris                   | Lisa          | Tháng 2                       | 1                      | Bvlgari                                                                                 | | Hunter & Gatti      | |
| 2023 | Vogue Korea                           | Jennie        | Tháng 2                       | 3                      | Chanel Fine Jewelry                                                                     | Chanel Coco Crush 2023 | Kim Hee June        | |
| 2023 | GQ Korea                              | Jisoo         | Tháng 2                       | 3                      | Cartier                                                                                 | Cartier Tank | Jang Duk Hwa        | |
| 2023 | Vogue France                          | Jisoo         | Tháng 3                       | 1                      | Dior                                                                                    | Dior Spring-Summer 2023 Collection | Hugo Comte          | Số khai quý Minh tinh châu Á đầu tiên lên bìa đơn Vogue Pháp trong 103 năm lịch sử của tạp chí. |
| 2023 | Harper's Bazaar Singapore             | Lisa          | Tháng 3                       | 5                      | Celine                                                                                  | Spring-Summer 2023 Collection | Jang Duk Hwa        | |
| 2023 | Vogue Taiwan                          | Jennie        | Tháng 3                       | 2                      | Chanel Fine Jewelry                                                                     | Chanel Coco Crush 2023 | Kim Hee June        | Mua lại bài số tháng 2 của Vogue Korea |
| 2023 | GQ Korea                              | Rosé          | Tháng 5                       | 3                      | Saint Laurent                                                                           | Saint Laurent S/S 2023 | Kim Hee June        | |
| 2023 | Harper's Bazaar Korea                 | Lisa          | Tháng 6                       | 3                      | Bvlgari                                                                                 | Bvlgari Serpenti High Jewelry collection | Jang Duk Hwa        | |
| 2023 | ELLE Korea                            | Rosé          | Tháng 6                       | 3                      | Tiffany & Co.                                                                           | Tiffany Hardwear City 22Tiffany Lock Collection | Jang Duk Hwa        | |
| 2023 | Vogue Japan                           | Jennie        | Tháng 7                       | 1                      | Chanel                                                                                  | Chanel Metiers D'Art 2023 | Hong Jang Hyun      | |
| 2023 | Vogue Singapore                       | Jennie        | Tháng 7/8                     | 1                      | Chanel                                                                                  | Chanel Metiers D'Art 2023 | Hong Jang Hyun      | Mua lại bìa của Vogue Japan |
| 2023 | ELLE Korea                            | Jisoo         | Tháng 8                       | 3                      | Dior                                                                                    | Dior Autumn-Winter 2023 Collection | Yun Ji-yong         | |
| 2023 | W Korea                               | Lisa          | Tháng 8                       | 3                      | Celine                                                                                  | Celine Women's Winter 2023 Collection | Glove Drawing       | |
| 2023 | ELLE France                           | Jennie        | Tháng 9                       | 1                      | Chanel                                                                                  | Chanel Fall-Winter 2023 Collection | Camilla Akrans      | Số kim cửu |
| 2023 | Marie Claire Korea                    | Jisoo         | Tháng 9                       | 3                      | Dior Beauty                                                                             | Dior Forever Stick #990 Dior Forever Liquid #330 Dior Forever Skin Glow Custom | Park Jong-ha        | Số kim cửu |
| 2023 | Harper's Bazaar Korea                 | Jennie        | Tháng 10                      | 4                      | Jacquemus                                                                               | Autumn/Winter 2023 RTW Collection | Park Jong-ha        | |
| 2023 | ELLE Vietnam                          | Jisoo         | Tháng 10                      | 2                      | Dior                                                                                    | Dior Autumn-Winter 2023 Collection | Yun Ji-yong         | Mua lại bìa của ELLE Korea |
| 2023 | ELLE Australia                        | Jisoo         | Tháng 10                      | 3                      | Dior                                                                                    | Dior Autumn-Winter 2023 Collection | Yun Ji-yong         | Mua lại bìa của ELLE Korea |
| 2023 | ELLE Thailand                         | Jisoo         | Tháng 10                      | 1                      | Dior                                                                                    | Dior Autumn-Winter 2023 Collection | Yun Ji-yong         | Mua lại bìa của ELLE Korea |
| 2023 | ELLE Hongkong                         | Jisoo         | Tháng 10                      | 3                      | Dior                                                                                    | Dior Autumn-Winter 2023 Collection | Yun Ji-yong         | Digital Hình ảnh giống trong ELLE Korea tháng 8 |
| 2023 | ELLE Indonesia                        | Jisoo         | Tháng 10                      | 3                      | Dior                                                                                    | Dior Autumn-Winter 2023 Collection | Yun Ji-yong         | Digital Hình ảnh giống trong ELLE Korea tháng 8 |
| 2023 | ELLE Singapore                        | Jisoo         | Tháng 11                      | 3                      | Cartier                                                                                 | Cartier Baignoire | Go Won Tae          | Số kỉ niệm 30 năm |
| 2023 | W Korea                               | Jennie        | Tháng 11                      | 3                      | Chanel                                                                                  | Chanel Cruise 2023 Collection | Hong Jang Hyun      | |
| 2023 | W Korea                               | Rosé          | Tháng 12                      | 4                      | Saint Laurent                                                                           | Saint Laurent 2024 Spring Collection | Go Won Tae          | |
| 2024 | ELLE Taiwan                           | Lisa          | Tháng 1                       | 2                      | Celine                                                                                  | | Kim Hee June        | Số khai niên |
| 2024 | Dazed Korea                           | Jisoo         | Tháng 2                       | 4                      | Dior Beauty                                                                             | Miss Dior Capture Totale | Kim Hee June        | |
| 2024 | W Korea                               | Jisoo         | Tháng 4                       | 3                      | Cartier                                                                                 | Cartier Trinity | Kim Shin Ae         | |
| 2024 | Vogue Korea                           | Jennie        | Tháng 5                       | 2                      | Chanel Jewelry                                                                          | Chanel Coco Crush | Kim Hee June        | |
| 2024 | Vogue Thailand                        | Jennie        | Tháng 5                       | 1                      | Chanel Jewelry                                                                          | Chanel Coco Crush | Kim Hee June        | Digital Cover (Mua lại bìa của Vogue Korea) |
| 2024 | Dazed Korea                           | Rosé          | Spring Edition (Tháng 5)      | 4                      | Rimowa                                                                                  | Rimowa: Essential, Classic Cabin, Pilot Case | Go Won Tae          | |
| 2024 | Vogue Hongkong                        | Jisoo         | Tháng 6                       | 3                      | Cartier                                                                                 | Cartier Trinity | Park Jong Ha        | 2 bìa giấy và 1 bìa digital |
| 2024 | Vogue Korea                           | Jennie        | Tháng 7                       |                        | Chanel Jewelry                                                                          | Chanel Coco Crush | An Sang Mi          | Trang trong |
| 2024 | ELLE USA                              | Lisa          | Tháng 9                       | 1                      |                                                                                         | | Gregory Harris      | Số kim cửu |
| 2024 | ELLE Indonesia                        | Lisa          | Tháng 9                       | 1                      |                                                                                         | | Gregory Harris      | Bản re-print của ELLE USA Số kỉ niệm 16 năm |
| 2024 | Marie Claire Korea                    | Jisoo         | Tháng 9                       | 4                      | Dior Beauty                                                                             | Dior Forever Cushion Dior Rouge 343 Panarea | Go Won Tae          | Số kim cửu Trong đó có 1 digital cover |
| 2024 | Vogue Japan                           | Lisa          | Tháng 10                      | 3                      | Bvlgari                                                                                 | | Go Won Tae          | Trong đó có 1 digital cover |
| 2024 | Vogue Korea                           | Lisa          | Tháng 10                      | 4                      | Louis Vuitton                                                                           | Louis Vuitton Fall-Winter 2024 Women's Collection | Jang Duk Hwa        | |
| 2024 | Harper’s Bazaar US                    | Jennie        | Tháng 10                      | 1                      |                                                                                         | | Zoe Ghertner        | |
| 2024 | ELLE Netherlands                      | Lisa          | Autuum Issue (Tháng 11)       | 1                      |                                                                                         | | Gregory Harris      | Bản re-print của ELLE USA |
| 2024 | W Korea                               | Jennie        | Tháng 11                      | 3                      | Chanel                                                                                  | Chanel Resort 2025 | Yoon Song Yi        | |
| 2024 | Paper Magazine                        | Rosé          |                               | 1                      |                                                                                         | | Ellen von Unwerth   | |
| 2024 | Vanity Fair Hollywood                 | Lisa          | Ấn bản thường niên lần thứ 31 | 1                      | HBO, Louis Vuitton,Bvlgari                                                              | | Gordon von Steiner  | Lisa là idol Kpop đầu tiên xuất hiện trên Vanity Fair cùng với Zendaya, Glen Powell, Zoe Saldaña, Nicole Kidman, Dev Patel, Sydney Sweeney, Josh O'Connor, Danielle Deadwyler, Jonathan Bailey, Ncuti Gatwa và Bill Skarsgård |
| 2024 | Vanity Fair France                    | Lisa          | Ấn bản thường niên lần thứ 31 | 1                      | HBO, Louis Vuitton,Bvlgari                                                              | Bản re-print của Vanity Fair Hollywood | Gordon von Steiner  | |
| 2024 | Vanity Fair Italia                    | Lisa          | Ấn bản thường niên lần thứ 31 | 1                      | HBO, Louis Vuitton,Bvlgari                                                              | Digital | Gordon von Steiner  | |
| 2024 | Vanity Fair Spain                     | Lisa          | Ấn bản thường niên lần thứ 31 | 1                      | HBO, Louis Vuitton,Bvlgari                                                              | Digital | Gordon von Steiner  | |
| 2024 | Billboard US                          | Lisa          | Tháng 11                      | 1                      |                                                                                         | | Joelle Grace Taylor | Lisa là ngôi sao đầu tiên lên trang bìa Billboard toàn cầu trong lịch sử 130 năm của tạp chí. Cô xuất hiện trên 10 quốc gia, là những thị trường trọng điểm ở Châu Á, Châu Âu, Bắc Mỹ. |
| 2024 | Billboard Korea                       | Lisa          | Tháng 11                      | 1                      |                                                                                         | | Joelle Grace Taylor | Lisa là ngôi sao đầu tiên lên trang bìa Billboard toàn cầu trong lịch sử 130 năm của tạp chí. Cô xuất hiện trên 10 quốc gia, là những thị trường trọng điểm ở Châu Á, Châu Âu, Bắc Mỹ. |
| 2024 | Billboard Arabia                      | Lisa          | Tháng 11                      | 1                      |                                                                                         | | Joelle Grace Taylor | Lisa là ngôi sao đầu tiên lên trang bìa Billboard toàn cầu trong lịch sử 130 năm của tạp chí. Cô xuất hiện trên 10 quốc gia, là những thị trường trọng điểm ở Châu Á, Châu Âu, Bắc Mỹ. |
| 2024 | Billboard Argentina                   | Lisa          | Tháng 11                      | Exclusive Digital      |                                                                                         | | Joelle Grace Taylor | Lisa là ngôi sao đầu tiên lên trang bìa Billboard toàn cầu trong lịch sử 130 năm của tạp chí. Cô xuất hiện trên 10 quốc gia, là những thị trường trọng điểm ở Châu Á, Châu Âu, Bắc Mỹ. |
| 2024 | Billboard Brasil                      | Lisa          | Tháng 11                      | 1                      |                                                                                         | | Joelle Grace Taylor | Lisa là ngôi sao đầu tiên lên trang bìa Billboard toàn cầu trong lịch sử 130 năm của tạp chí. Cô xuất hiện trên 10 quốc gia, là những thị trường trọng điểm ở Châu Á, Châu Âu, Bắc Mỹ. |
| 2024 | Billboard Canada                      | Lisa          | Tháng 11                      | 1                      |                                                                                         | | Joelle Grace Taylor | Lisa là ngôi sao đầu tiên lên trang bìa Billboard toàn cầu trong lịch sử 130 năm của tạp chí. Cô xuất hiện trên 10 quốc gia, là những thị trường trọng điểm ở Châu Á, Châu Âu, Bắc Mỹ. |
| 2024 | Billboard Español                     | Lisa          | Tháng 11                      | Exclusive Digital      |                                                                                         | | Joelle Grace Taylor | Lisa là ngôi sao đầu tiên lên trang bìa Billboard toàn cầu trong lịch sử 130 năm của tạp chí. Cô xuất hiện trên 10 quốc gia, là những thị trường trọng điểm ở Châu Á, Châu Âu, Bắc Mỹ. |
| 2024 | Billboard Italia                      | Lisa          | Tháng 11                      | 1                      |                                                                                         | | Joelle Grace Taylor | Lisa là ngôi sao đầu tiên lên trang bìa Billboard toàn cầu trong lịch sử 130 năm của tạp chí. Cô xuất hiện trên 10 quốc gia, là những thị trường trọng điểm ở Châu Á, Châu Âu, Bắc Mỹ. |
| 2024 | Billboard Japan                       | Lisa          | Tháng 11                      | 1                      |                                                                                         | | Joelle Grace Taylor | Lisa là ngôi sao đầu tiên lên trang bìa Billboard toàn cầu trong lịch sử 130 năm của tạp chí. Cô xuất hiện trên 10 quốc gia, là những thị trường trọng điểm ở Châu Á, Châu Âu, Bắc Mỹ. |
| 2024 | Billboard Philipines                  | Lisa          | Tháng 11                      | 1                      |                                                                                         | | Joelle Grace Taylor | Lisa là ngôi sao đầu tiên lên trang bìa Billboard toàn cầu trong lịch sử 130 năm của tạp chí. Cô xuất hiện trên 10 quốc gia, là những thị trường trọng điểm ở Châu Á, Châu Âu, Bắc Mỹ. |
| 2024 | i-D                                   | Rosé          | Tháng 11                      | 2                      |                                                                                         | | Larissa Hofmann     | Special Eddition |
| 2024 | ELLE Korea                            | Jisoo         | Tháng 12                      | 3                      | Dior                                                                                    | Dior Resort 2025 | Yoon Ji Yong        | |
| 2024 | Vogue Thailand                        | Lisa          | Tháng 12                      | 3                      | Bvlgari                                                                                 | Bvlgari Serpenti Tubogas | Yoon Ji Yong        | |
| 2025 | Billboard Korea                       | Jennie        | Tháng 1                       | 1                      |                                                                                         | | Songyi Yoon         | |
| 2025 | GQ Korea                              | Rosé          | Tháng 2                       | 3                      | Saint Laurent                                                                           | Sanit Laurent Spring-Summer 2025 Collection | Kim Hee June        | |
| 2025 | Vanity Fair Italia                    | Rosé          | Tháng 2                       | 1                      | Saint Laurent                                                                           | Sanit Laurent Spring-Summer 2025 Collection | Kim Hee June        | Bản re-print của GQ Korea |
| 2025 | Billboard Korea                       | Jisoo         | Tháng 2                       | 4                      | Cartier                                                                                 | | Lucian Bor          | |
| 2025 | V Magazine                            | Lisa          | Spring Eddition               | 4                      | Bvlgari Louis Vuitton                                                                   | Bvlgari Serpenti LV Spring-Summer 2025 | Inez, Vinoodh       | |
| 2025 | W Korea                               | Lisa          | Tháng 3                       | 3                      | Louis Vuitton                                                                           | LV Spring-Summer 2025 | Peter Ash Lee       | Số khai quý |
| 2025 | The Wall Street Journal               | Lisa          | Tháng 3                       | 1                      |                                                                                         | | Alasdair McLellan   | |
| 2025 | Complex                               | Jennie        | Tháng 3                       | 1                      |                                                                                         | | Mia Barnes          | |
| 2025 | The CUT Magazine                      | Rosé          | Spring Eddition               | 1                      | Tiffany&co                                                                              | | Stevie Dance        | |
| 2025 | Harper's Bazaar Korea                 | Jisoo         | Spring Eddition               | 2                      | Tommy Hifiger                                                                           | Tommy Hifiger Spring-Summer | Plateau             | |
| 2025 | Vogue Korea                           | Jisoo         | Tháng 4                       | 7                      | Dior                                                                                    | Dior Spring/Summer Haute Couture 1947 - Christian Dior. Dior Fall/Winter Haute Couture 1954 - Christian Dior. Dior Spring/Summer Haute Couture 1960 - Yves Saint Laurent. Dior Spring/Summer Haute Couture 1969 - Marc Bohan. Dior Fall/Winter Haute Couture 1989 - Gianfranco Ferré. Dior Spring/Summer Haute Couture 1992 - Gianfranco Ferré. Dior Spring/Summer Haute Couture 2005 - John Galliano. Dior Spring/Summer Haute Couture 2011 - John Galliano. Dior Spring/Summer Haute Couture 2015 - Raf Simon. Dior Spring/Summer Haute Couture 2017 - Maria Grazia Chiuri. Dior Haute Couture 2023 - Maria Grazia Chiuri. | Go Won Tae          | Là nghệ sĩ solo đầu tiên xuất hiện trên 7 trang bìa Vogue Korea - đãi ngộ cao nhất từ trước đến nay đối với một gương mặt trang bìa, mỗi trang bìa là một thiết kế Haute Couture từ các bộ sưu tập lưu trữ của Dior. Christian Dior, Yves Saint Laurent, Marc Bohan, Gianfranco Ferré, John Galliano, Raf Simons, và Maria Grazia Chiuri – bảy nhà thiết kế huyền thoại của Dior đã tạo nên những tuyệt phẩm nghệ thuật, tất cả đều được Jisoo khoác lên người tại số 30 Avenue Montaigne. |
| 2025 | Clash                                 | Jennie        | Tháng 4 (Issue 130)           | 1                      |                                                                                         | | Brendan Freeman     | |
| 2025 | Harper's Bazaar Australia/New Zealand | Jisoo         | Tháng 4                       | 2                      | Tommy Hifiger                                                                           | Tommy Hifiger Spring-Summer | Plateau             | Reprint ảnh của Harper's Bazaar Korea |
| 2025 | Harper's Bazaar Singapore             | Jisoo         | Tháng 4                       | 1                      | Tommy Hifiger                                                                           | Tommy Hifiger Spring-Summer | Plateau             | Digital Cover Hình ảnh giống Harper's Bazaar Korea |
| 2025 | Harper's Bazaar Hong Kong             | Jisoo         | Tháng 4                       | 1                      | Tommy Hifiger                                                                           | Tommy Hifiger Spring-Summer | Plateau             | Digital Cover Hình ảnh giống Harper's Bazaar Korea |
| 2025 | The Hollywood Reporter                | Lisa          | Tháng 4                       | 1                      | Louis Vutton                                                                            | | Guy Aroch           | |
| 2025 | Hommegirls                            | Jennie        | Volume 13                     | 3                      | Chanel                                                                                  | | Stevie Dance        | |

## Sự kiện
| Năm  | Tên | Thành viên      | Ngày (theo giờ địa phương) | Chú thích |
| ---- | --- | --------------- | -------------------------- | --- |
| 2016 | moonshot Flagship Store                                                                                    | BlackPink       | 2 tháng 11                 | Tại Seoul, Hàn Quốc |
| 2017 | Saint Laurent by Anthony Vaccarello                                                                        | Jennie          | 27 tháng 3                 | Tại Boon the Shop, Hàn Quốc |
| 2017 | Chanel's Mademoiselle Privé Exhibition Event                                                               | Jennie          | 21 tháng 6                 | Tại D-Museum, Seoul, Hàn Quốc |
| 2017 | Dior Store                                                                                                 | BlackPink       | 1 tháng 9                  | Tại trung tâm thương mại Ginza Six, Chūō, Nhật Bản                                                                                         |
| 2018 | Prada Comics Collection Party                                                                              | Jisoo và Jennie | 7 tháng 2                  | Tại Prada Flagship Store ở Cheongdam-dong, Gangnam-gu, Seoul, Hàn Quốc                                                                     |
| 2018 | Coca-Cola Giant Vending Machine opening event                                                              | BlackPink       | 13 tháng 2                 | Tại Hongdae, Seoul, Hàn Quốc |
| 2018 | Chanel New Fragrance Collection, Les Eaux De Chanel                                                        | Jennie          | 8 tháng 6                  | Tại Deauville, Pháp |
| 2018 | Chanel Hamburg Collection Boutique Opening                                                                 | Jennie          | 22 tháng 6                 | Tại Seoul, Hàn Quốc |
| 2018 | Mulberry x Seoul Fashion Event (Mulberry Autumn Winter '18 collection)                                     | Rosé và Lisa    | 6 tháng 9                  | Tại K Museum of Contemporary Art, Gangnam-gu, Seoul, Hàn Quốc                                                                              |
| 2018 | Michael Kors Spring-Summer 2019 RTW Show                                                                   | Lisa            | 12 tháng 9                 | Tại New York, Mỹ |
| 2018 | Coach Spring-Summer 2019 RTW Show                                                                          | Jisoo và Rosé   | 12 tháng 9                 | Tại New York, Mỹ |
| 2018 | Moonshot Special Launching event                                                                           | Lisa            | 13 tháng 9                 | Tại Myeong-dong, Jung-gu, Seoul, Hàn Quốc                                                                                                  |
| 2018 | Chanel Spring-Summer 2019 RTW Show                                                                         | Jennie          | 2 tháng 10                 | Tại Paris, Pháp |
| 2018 | Adekuver Flagship Store Launch Event                                                                       | Jisoo           | 11 tháng 10                | Tại Horim Art Center, Dosan-daero, Sinsa-dong, Gangnam-gu, Seoul, Hàn Quốc                                                                 |
| 2018 | Chanel Red Museum (Le Rouge Chanel Pop-Up)                                                                 | Jennie          | 13 tháng 10                | Tại quận Gangnam, Seoul, Hàn Quốc |
| 2018 | Alexander McQueen Fashion Event for the launch of 2018 Fall – Winter Collection Exhibition and Party Event | Rosé            | 16 tháng 10                | Tại Layer 57, Seongsu-dong, Seongdong-gu, Seoul, Hàn Quốc.                                                                                 |
| 2018 | Chanel Coco Crush Event                                                                                    | Jennie          | 21 tháng 11                | Tại Pier 59 studio ở Seongsu-dong, Seongdong-gu, Seoul, Hàn Quốc                                                                           |
| 2018 | Alessandro Dell'Acqua X Tod's Capsule Collection Launch Event                                              | Rosé            | 27 tháng 11                | Tại Cheongdam-dong, Gangnam-gu, Seoul, Hàn Quốc                                                                                            |
| 2018 | Coach 1941's Pre-Fall Show                                                                                 | Jisoo và Rosé   | 8 tháng 12                 | Tại Thượng Hải, Trung Quốc |
| 2019 | Chanel Fall/Winter 2019/20 Show [CHANEL in The Snow]                                                       | Jennie          | 5 tháng 3                  | Tại Paris Fashion Week, ở Paris, Pháp |
| 2019 | Hera Black Foundation Launch Event                                                                         | Jennie          | 14 tháng 3                 | Tại SJ. Kunsthalle ở quận Gangnam, Seoul, Hàn Quốc                                                                                         |
| 2019 | Chanel Pharrell Williams Capsule Collection Launch Event [CHANEL Pharrell Williams Celebration Party]      | Jennie          | 28 tháng 3                 | Tại Seoul, Hàn Quốc |
| 2019 | Celine Menswear Spring/Summer 2020                                                                         | Lisa            | 23 tháng 6                 | Tại Paris Men's Fashion Week ở Paris, Pháp                                                                                                 |
| 2019 | Dior pop-up store opening event                                                                            | Jisoo           | 19 tháng 8                 | Tại Galleria Department Store East store in Gangnam-gu, Seoul, Hàn Quốc                                                                    |
| 2019 | Burberry Spring Summer '20 Show                                                                            | Jisoo           | 16 tháng 9                 | Tại London Fashion Week, London, Anh |
| 2019 | Cartier 'Juste un Clou' Party Event                                                                        | Jisoo           | 19 tháng 9                 | Tại S-Factory, Seongdong-gu, Seoul, Hàn Quốc                                                                                               |
| 2019 | YSL Saint Laurent Fashion Show                                                                             | Rosé            | 24 tháng 9                 | Tại Paris Fashion Week, Paris, Pháp |
| 2019 | Celine Spring-Summer 2019 RTW Show                                                                         | Lisa            | 27 tháng 9                 | Tại Paris Fashion Week, Paris, Pháp |
| 2019 | Chanel Spring-Summer 2019 RTW Show                                                                         | Jennie          | 1 tháng 10                 | Tại Paris Fashion Week, Paris, Pháp |
| 2019 | Adidas 70th Anniversary Event x David Beckham                                                              | BlackPink       | 9 tháng 10                 | Tại Times Square Yeongdeungpo-pu, Seoul, Hàn Quốc                                                                                          |
| 2019 | Gentle Monster Event                                                                                       | Jennie          | 10 tháng 10                | Tại Bắc Kinh, Trung Quốc |
| 2019 | The launch event of Bvlgari Serpenti Seduttori Watch Collection                                            | Lisa            | 29 tháng 10                | Tại Jamwon-dong, Seocho-gu, Seoul, Hàn Quốc                                                                                                |
| 2019 | Valentino Couture Show                                                                                     | Rosé            | 7 tháng 11                 | Tại Bắc Kinh, Trung Quốc |
| 2020 | Jimmy Choo X YK Jeong Capsule Collection                                                                   | Jisoo           | 9 tháng 1                  | Tại Hàn Quốc |
| 2020 | Prada Fashion Show WomensWear FW20                                                                         | Lisa            | 20 tháng 2                 | Tại Milan Fashion Week 2020, ở Milan, Ý |
| 2020 | Saint Laurent Fall 2020 RTW                                                                                | Rosé            | 25 tháng 2                 | Tại Paris Fashion Week, Paris, Pháp |
| 2020 | Jennie x Gentle Monster "Jentle Home" Pop-Up                                                               | Jennie          | 12 tháng 5                 | Tại 22 Apgujeong-ro 10-gil, Sinsa-dong, Gangnam-gu, Seoul, Hàn Quốc                                                                        |
| 2020 | Saint Laurent Spring/Summer 2021 Menswear                                                                  | Rosé            | 9 tháng 9                  | Vì COVID-19, nên các thành viên đều xem show qua hình thức online.                                                                         |
| 2020 | Dior Spring-Summer 2021 Ready-To-Wear Show                                                                 | Jisoo           | 29 tháng 9                 | Vì COVID-19, nên các thành viên đều xem show qua hình thức online.                                                                         |
| 2020 | Chanel Spring 2021 Ready-to-Wear                                                                           | Jennie          | 6 tháng 10                 | Vì COVID-19, nên các thành viên đều xem show qua hình thức online.                                                                         |
| 2020 | Celine Womenswear Spring Summer 2021 Ready-To-Wear Collection                                              | Lisa            | 27 tháng 10                | Vì COVID-19, nên các thành viên đều xem show qua hình thức online.                                                                         |
| 2020 | The 'Le Château des Dames' 2020/21 Métiers d'art Show                                                      | Jennie          | 4 tháng 12                 | Vì COVID-19, nên các thành viên đều xem show qua hình thức online.                                                                         |
| 2020 | Saint Lauren 2021 Women's Summer Collection                                                                | Rosé            | 15 tháng 12                | Vì COVID-19, nên các thành viên đều xem show qua hình thức online.                                                                         |
| 2021 | ChanelHaute Couture Spring-Summer 2021                                                                     | Jennie          | 26 tháng 1                 | Vì COVID-19, nên các thành viên đều xem show qua hình thức online.                                                                         |
| 2021 | Men Winter 2021 by Celine                                                                                  | Lisa            | 8 tháng 2                  | Vì COVID-19, nên các thành viên đều xem show qua hình thức online.                                                                         |
| 2021 | Gentle Monster's Haus Dosan                                                                                | Jennie          | 18 tháng 2                 | Tại 50, Apgujeong-ro 46-gil, Gangnam-gu, Seoul, Hàn Quốc.⠀                                                                                 |
| 2021 | Dior Autumn-Winter 2021-2022 Collection                                                                    | Jisoo           | 8 tháng 3                  | Vì COVID-19, nên các thành viên đều xem show qua hình thức online.                                                                         |
| 2021 | Chanel Fall-Winter 2021/22 Ready-to-Wear Show                                                              | Jennie          | 9 tháng 3                  | Vì COVID-19, nên các thành viên đều xem show qua hình thức online.                                                                         |
| 2021 | Celine Fall/Winter 2021 Women's RTW                                                                        | Lisa            | 14 tháng 4                 | Vì COVID-19, nên các thành viên đều xem show qua hình thức online.                                                                         |
| 2021 | Saint Laurent Fall/Winter 2021 Women's RTW                                                                 | Rosé            | 28 tháng 4                 | Vì COVID-19, nên các thành viên đều xem show qua hình thức online.                                                                         |
| 2021 | Saint Laurent Flagship Store Launch Event                                                                  | Rosé            | 29 tháng 4                 | Tại 436 Apgujeong-ro, Gangnam-gu, Seoul, Hàn Quốc                                                                                          |
| 2021 | Chanel Cruise 2021/22                                                                                      | Jennie          | 4 tháng 5                  | Vì COVID-19, nên các thành viên đều xem show qua hình thức online.                                                                         |
| 2021 | Bvlgari's 'Magnifica' Opera d'Arte                                                                         | Lisa            | 3 tháng 6                  | Vì COVID-19, nên các thành viên đều xem show qua hình thức online.                                                                         |
| 2021 | Dior Cruise 2022 Collection                                                                                | Jisoo           | 18 tháng 6                 | Vì COVID-19, nên các thành viên đều xem show qua hình thức online.                                                                         |
| 2021 | Andam Fashion Award                                                                                        | Lisa            | 1 tháng 7                  | Vì COVID-19, nên Lisa không thể sang Pháp tham gia với tư cách ban giám khảo được, thay vào đó sẽ tham gia đánh giá bằng hình thức online. |
| 2021 | Saint Laurent Men's Spring Summer 22 Show                                                                  | Rosé            | 14 tháng 7                 | Vì COVID-19, nên các thành viên đều xem show qua hình thức online.                                                                         |
| 2021 | Bvlgari Colors Seoul Exhibition                                                                            | Lisa            | 20 tháng 7                 | Tại Hangaram Design Museum ở Seoul, Hàn Quốc                                                                                               |
| 2021 | Celine Homme Summer 22                                                                                     | Lisa            | 27 tháng 7                 | Vì COVID-19, nên các thành viên đều xem show qua hình thức online.                                                                         |
| 2021 | 'Dior Lady Art' Popup store                                                                                | Jisoo           | 7 tháng 9                  | Tại tầng 5 của Hyundai Seoul, 108 Yeoui-daero, Yeongdeungpo-gu, Seoul, Hàn Quốc                                                            |
| 2021 | Met Gala 2021                                                                                              | Rosé            | 13 tháng 9                 | Tại Metropolitan Museum of Art ở New York, Mỹ                                                                                              |
| 2021 | Dior Spring-Summer 2022 RTW Show                                                                           | Jisoo           | 28 tháng 9                 | Tại Paris Fashion Week, Paris, Pháp |
| 2021 | Saint Laurent Women's Summer 22 Show                                                                       | Rosé            | 28 tháng 9                 | Tại Paris Fashion Week, Paris, Pháp |
| 2021 | Chanel Spring-Summer 2022 RTW Show                                                                         | Jennie          | 5 tháng 10                 | Tại Paris Fashion Week, Paris, Pháp |
| 2021 | CoCo Neige 2021/22 Collection Event                                                                        | Jennie          | 20 tháng 10                | Tại Chanel Seoul Boutique, Hàn Quốc |
| 2021 | Saint Laurent Photobooth in Flagship Store Seoul                                                           | Rosé            | 2 tháng 11                 | Tại 436 Apgujeong-ro, Gangnam-gu, Seoul, Hàn Quốc                                                                                          |
| 2021 | LACMA Art + Film Gala                                                                                      | Jennie          | 7 tháng 11                 | Tại Los Angeles, Mỹ |
| 2021 | Celine Women's Summer 22                                                                                   | Lisa            | 3 tháng 12                 | Show được quay tại Nice, Pháp. Lisa tham gia sải bước trên sàn runway của show.                                                            |
| 2021 | Chanel 2021/22 Métiers d'art Show                                                                          | Jennie          | 7 tháng 12                 | Vì COVID-19, nên các thành viên đều xem show qua hình thức online.                                                                         |
| 2021 | Tiffany Holiday Pop Up                                                                                     | Rosé            | 10 tháng 12                | Tại Sounds Forest The Hyundai Seoul, Hàn Quốc                                                                                              |
| 2022 | Magnifica High Jewelry Event                                                                               | Lisa            | 22 tháng 1                 | Tại Seoul, Hàn Quốc |
| 2022 | Dior Haute Couture Spring-Summer 2022 Collection                                                           | Jisoo           | 24 tháng 1                 | Vì COVID-19, nên các thành viên đều xem show qua hình thức online.                                                                         |
| 2022 | Dior Autumn-Winter 2022 RTW Show                                                                           | Jisoo           | 1 tháng 3                  | Tại Paris Fashion Week, Paris, Pháp |
| 2022 | Saint Laurent Fall/Winter 2022 Women's RTW                                                                 | Rosé            | 1 tháng 3                  | Mắc Coivd-19 trước thềm sang Pháp tham dự show diễn, nên Rosé sẽ xem show qua hình thức online tại Hàn.                                    |
| 2022 | Chanel Fall-Winter 2022 RTW Show                                                                           | Jennie          | 8 tháng 3                  | Tại Paris Fashion Week, Paris, Pháp |
| 2022 | Jacquemus "Le Splash" Spring 2022 show                                                                     | Jennie          | 10 tháng 3                 | Tại Hawaii, Mỹ |
| 2022 | Jentle Garden Pop Up Store In Seoul                                                                        | Jennie          | 17 tháng 3                 | Tại Haus Dosan, Seoul, Hàn Quốc |
| 2022 | Saint Laurent Pre-Oscars 2022 Party                                                                        | Rosé            | 25 tháng 3                 | Tại Los Angeles, California, Mỹ |
| 2022 | Dior Addict Pop-Up Store Event In Korea                                                                    | Jisoo           | 29 tháng 3                 | Tại Seoul, Hàn Quốc |
| 2022 | Tiffany & Co: Yellow Event - Yellow Is The New Blue                                                        | Rosé            | 8 tháng 4                  | Tại Seoul, Hàn Quốc |
| 2022 | Jentle Monster Flagship Store                                                                              | Jennie          | 13 tháng 4                 | Tại Los Angeles, Mỹ |
| 2022 | Dior Fall 2022 Collection                                                                                  | Jisoo           | 30 tháng 4                 | Tại Đại học nữ Ewha, Seoul, Hàn Quốc |
| 2022 | Celine Women's Winter 22                                                                                   | Lisa            | 4 tháng 5                  | Lisa tham gia sải bước trên sàn runway của show                                                                                            |
| 2022 | Tiffany&co "Vision & Virtuosity" Exhibition                                                                | Rosé            | 10 tháng 6                 | Tại Saatchi Gallery, London, Anh |
| 2022 | "Eden The Garden of Wonders" của Bvlgari Exhibition                                                        | Lisa            | 7 tháng 6                  | Tại Paris, Pháp |
| 2022 | Cartier High Jewelry Beautés du Monde vent                                                                 | Jisoo           | 13 tháng 6                 | Tại Madrid, Tây Ban Nha |
| 2022 | Celine Men's Summer 22                                                                                     | Lisa            | 26 tháng 6                 | Tại Paris Fashion Week, Paris, Pháp |
| 2022 | Dior Haute Couture Autumn-Winter 22-23 Collection                                                          | Jisoo           | 4 tháng 7                  | Xem show qua hình thức online |
| 2022 | Pop-up store 'Into the wild' Panthère De Cartier                                                           | Jisoo           | 31 tháng 8                 | Tại Tokyo, Nhật Bản |
| 2022 | Frieze Seoul 2022 Event                                                                                    | Rosé            | 1 tháng 9                  | Tại COEX, Gangnam, Seoul, Hàn Quốc |
| 2022 | Tiffany Botanica: Blue Book 2022                                                                           | Rosé            | 13 tháng 9                 | Tại Tokyo, Nhật Bản |
| 2022 | Tamburins Solace Exhibition                                                                                | Jennie          | 27 tháng 9                 | Tại Seoul,Hàn Quốc |
| 2022 | Dior Spring Summer 2023 RTW Collection                                                                     | Jisoo           | 27 tháng 9                 | Tại Paris Fashion Week, Paris, Pháp |
| 2022 | Saint Laurent Spring Summer 2023 RTW Collection                                                            | Rosé            | 27 tháng 9                 | Tại Paris Fashion Week, Paris, Pháp |
| 2022 | The Saint Laurent Rive Droite x Sushi Park Opening Night                                                   | Rosé            | 29 tháng 9                 | Tại Paris, Pháp |
| 2022 | Private event Cartier Maison Cheongdam                                                                     | Jisoo           | 1 tháng 10                 | Tại Seoul, Hàn Quốc |
| 2022 | Chanel Spring-Summer 2023 RTW Show                                                                         | Jennie          | 4 tháng 10                 | Tại Paris Fashion Week, Paris, Pháp |
| 2022 | Cartier Maison Cheongdam Opening Event                                                                     | Jisoo           | 6 tháng 10                 | Tại Seoul, Hàn Quốc |
| 2022 | Porsche Sonderwunsch Haus                                                                                  | Jennie          | 12 tháng 10                | Tại Gangnam, Seoul, Hàn Quốc |
| 2022 | Bvlgari Avrora Awards x Vouge Korea                                                                        | Lisa            | 18 tháng 10                | Tại khách sạn WalkerHill, Seoul, Hàn Quốc                                                                                                  |
| 2022 | Buổi công chiếu phim "Remember"                                                                            | Rosé            | 20 tháng 10                | Tại Seoul, Hàn Quốc |
| 2022 | LACMA Art + Film Gala 2022                                                                                 | Rosé            | 5 tháng 11                 | Tại Los Angeles County Museum of Art, Mỹ                                                                                                   |
| 2022 | Sulwhasoo Rebloom Exhibition                                                                               | Rosé            | 25 tháng 11                | Tại the House of Sulwhasoo Bukchon, Seoul, Hàn Quốc                                                                                        |
| 2022 | Jacquemus Le Raphia Show                                                                                   | Jennie          | 12 tháng 12                | Tại Paris, Pháp |
| 2023 | Saint Laurent Men's Fall-Winter 23 Collection                                                              | Rosé            | 17 tháng 1                 | |
| 2023 | Dior Spring-Summer 2023 Haute Couture Show                                                                 | Jisoo           | 23 tháng 1                 | Tại Paris, Pháp |
| 2023 | Roc Nation Brunch                                                                                          | Rosé            | 6 tháng 2                  | Tại LA, Mỹ (Pre-Grammy party do vợ chồng Beyoncé host)                                                                                     |
| 2023 | Cartier Beautés Du Monde                                                                                   | Jisoo           | 6 tháng 2                  | Tại Bangkok, Thái Lan |
| 2023 | Celine Men's Winter                                                                                        | Lisa            | 10 tháng 2                 | Tại The Palace, Paris, Pháp |
| 2023 | Celine Pop-Up Store                                                                                        | Lisa            | 24 tháng 2                 | Tại Hyundai Department Store, Hàn Quốc |
| 2023 | Dior Autum-Winter 2023-2024 RTW Collection                                                                 | Jisoo           | 28 tháng 2                 | Tại Paris, Pháp |
| 2023 | Saint Laurent Fall-Winter 2023 Collection                                                                  | Rosé            | 28 tháng 2                 | Tại Paris, Pháp |
| 2023 | Chanel Fall-Winter 2023/2024 Show                                                                          | Jennie          | 7 tháng 3                  | Tại Paris, Pháp |
| 2023 | Sulwhasoo Night at The Met                                                                                 | Rosé            | 29 tháng 3                 | Tại The Metropolitan Museum of Art, New York, Mỹ                                                                                           |
| 2023 | Celine Pop-Up Store                                                                                        | Lisa            | 30 tháng 3                 | Tại Seoul, Hàn Quốc |
| 2023 | Miss Dior Exhibition                                                                                       | Jisoo           | 1 tháng 5                  | Tại Seoul, Hàn Quốc |
| 2023 | Met Gala 2023                                                                                              | Jennie          | 1 tháng 5                  | Tại Metropolitan Museum of Art ở New York, Mỹ                                                                                              |
| 2023 | The 2023 Met Gala After Party của Dua Lipa                                                                 | Jennie          | 1 tháng 5                  | Tại New York, Mỹ |
| 2023 | The 2023 Met Gala After Party: Aprés MET @ WSA                                                             | Jennie          | 1 tháng 5                  | Tại New York, Mỹ |
| 2023 | Jennie for Calvin Klein Pop-Up Store                                                                       | Jennie          | 10 tháng 5                 | Tại Seoul, Hàn Quốc |
| 2023 | Bulgari Mediterranea High Jewelry                                                                          | Lisa            | 17 tháng 5                 | Tại Venice, Ý |
| 2023 | Bvlgari New High Jewelry Runway Collection & Gala Evening                                                  | Lisa            | 17 tháng 5                 | Tại Venice, Ý |
| 2023 | Buổi ra mắt bộ phim "Strange Way of Life" (tham dự với Saint Laurent, không đi thảm đỏ)                    | Rosé            | 17 tháng 5                 | Tại LHP Cannes, Pháp |
| 2023 | Cannes 2023: Monster Red Carpet                                                                            | Rosé            | 17 tháng 5                 | Tại LHP Cannes, Pháp |
| 2023 | Saint Laurent Pop-up Store                                                                                 | Rosé            | 22 tháng 5                 | Tại The Hyundai Seoul, Yeouido, Hàn Quốc                                                                                                   |
| 2023 | Naomi Campbell's birthday party - Boss x Naomi (2023)                                                      | Lisa            | 22 tháng 5                 | Tại Cannes, Pháp |
| 2023 | Cannes 2023: The Idol Red Carpet                                                                           | Jennie          | 22 tháng 5                 | Tại LHP Cannes, Pháp |
| 2023 | Cannes 2023: The Idol Premiere                                                                             | Jennie          | 22 tháng 5                 | Tại LHP Cannes, Pháp |
| 2023 | Cannes 2023: The Idol PhotoCall                                                                            | Jennie          | 23 tháng 5                 | Tại LHP Cannes, Pháp |
| 2023 | Buổi chụp hình và họp báo của The Idol                                                                     | Jennie          | 23 tháng 5                 | Tại Palais Des Festival, Cannes, Pháp |
| 2023 | The Idol Premiere Afterparty                                                                               | Jennie          | 23 tháng 5                 | Tại LHP Cannes, Pháp |
| 2023 | Chanel 2023 Pre-Fall Show in Japan                                                                         | Jennie          | 1 tháng 6                  | Tại Tokyo, Nhật Bản |
| 2023 | Chanel 2023 Pre-Fall Show in Japan After Party                                                             | Jennie          | 1 tháng 6                  | Tại Tokyo, Nhật Bản |
| 2023 | Saint Laurent Spring 2024 Menswear collection                                                              | Rosé            | 12 tháng 6                 | Vướng lịch trình nên không thể tham dự |
| 2023 | Bvlgari Serpenti 75 Exhibition                                                                             | Lisa            | 28 tháng 6                 | Tại Seoul, Hàn Quốc |
| 2023 | Dior Spa Cruise 2023                                                                                       | Jisoo           | 13 tháng 7                 | Tại cảng Henri IV, sông Seine, Paris, Pháp                                                                                                 |
| 2023 | Buổi công chiếu VIP phim "Smugglers"                                                                       | Jisoo           | 20 tháng 7                 | Tại Coex Megabox, Samsung-dong, Seoul, Hàn Quốc                                                                                            |
| 2023 | Lady Dior Celebration Exhibition                                                                           | Jisoo           | 1 tháng 9                  | Tại Seoul, Hàn Quốc |
| 2023 | Sulwhasoo The Ultimate S Cream Launch Event                                                                | Rosé            | 4 tháng 9                  | Tại Amorepacific Museum of Art,100 Hangang-daero, Yongsan-gu, Seoul, Hàn Quốc                                                              |
| 2023 | Rimowa Seit 1898 125th Anniversary Exhibition                                                              | Rosé            | 8 tháng 9                  | Tại New York, Mỹ |
| 2023 | Dior Spring-Summer 2024 Ready-to-Wear Collection Show                                                      | Jisoo           | 26 tháng 9                 | Tại Paris Fashion Week, Paris, Pháp |
| 2023 | Saint Laurent Women's Summer 24 Collection Show                                                            | Rosé            | 27 tháng 9                 | Tại Paris Fashion Week, Paris, Pháp |
| 2023 | Dior J'Adore Exhibition                                                                                    | Jisoo           | 27 tháng 9                 | Tại Paris, Pháp |
| 2023 | Saint Laurent Maison Gainsbourg Opening                                                                    | Rosé            | 29 tháng 9                 | Tại Paris, Pháp |
| 2023 | Chanel Spring-Summer 2024 Ready-to-Wear Show                                                               | Jennie          | 3 tháng 10                 | Tại Paris Fashion Week, Paris, Pháp |
| 2023 | LACMA Art + Film Gala 2023                                                                                 | Rosé            | 5 tháng 11                 | Tại Los Angeles County Museum of Art, Mỹ                                                                                                   |
| 2023 | Tamburins Pop-Up Store                                                                                     | Jennie          | 16 tháng 11                | Tại Seongsu Dong, Seoul, Hàn Quốc |
| 2023 | Love Your W                                                                                                | Jennie          | 24 tháng 11                | Tại Seoul, Hàn Quốc |
| 2023 | Celine Pop-up Store                                                                                        | Lisa            | 19 tháng 12                | Tại trung tâm thương mại Siam Paragon, Bangkok, Thái Lan                                                                                   |
| 2024 | LVMH Watch Week                                                                                            | Lisa            | 1 tháng 2                  | Tại Miami, Mỹ |
| 2024 | Cartier Trinity 100th Celebration                                                                          | Jisoo           | 8 tháng 2                  | Tại Paris, Pháp |
| 2024 | Dior Autumn-Winter 2024-2025 RTW Collection                                                                | Jisoo           | 27 tháng 2                 | Tại Paris Fashion Week, Paris, Pháp |
| 2024 | Saint Laurent Women's Winter 24 Show                                                                       | Rosé            | 28 tháng 2                 | Tại Paris Fashion Week, Paris, Pháp |
| 2024 | Chanel Fall-Winter 2024/25 RTW Show                                                                        | Jennie          | 5 tháng 3                  | Tại Paris Fashion Week, Paris, Pháp |
| 2024 | Louis Vuitton Fall-Winter 2024 Women's Collection                                                          | Lisa            | 6 tháng 3                  | Tại Paris Fashion Week, Paris, Pháp |
| 2024 | 2024 Saint Laurent Oscars Pre-Party                                                                        | Rosé            | 9 tháng 3                  | Tại Los Angeles, Mỹ |
| 2024 | 2024 Vanity Fair Oscars After Party                                                                        | Rosé            | 10 tháng 3                 | Tại trung tâm Wallis Annenberg của Performing Arts, Beverly Hills, California, Mỹ                                                          |
| 2024 | BVLGARI Studio Event                                                                                       | Lisa            | 14 tháng 3                 | Tại Seoul, Hàn Quốc |
| 2024 | Dyson Pop-up Store                                                                                         | Jisoo           | 18 tháng 3                 | Tại Seoul, Hàn Quốc |
| 2024 | "Tiffany Wonder" Exhibition                                                                                | Rosé            | 11 tháng 4                 | Tại Tokyo, Nhật Bản |
| 2024 | Sulwhasoo Ginseng Paste Pop-up Store                                                                       | Rosé            | 15 tháng 4                 | Tại Seoul, Hàn Quốc |
| 2024 | Rimowa Event                                                                                               | Rosé            | 15 tháng 4                 | Tại Seoul, Hàn Quốc |
| 2024 | Le Voyage Recommence Exhibition                                                                            | Jisoo           | 26 tháng 4                 | Tại Seoul, Hàn Quốc |
| 2024 | Jentle Salon Pop-Up Store                                                                                  | Jennie          | 29 tháng 4                 | Tại Tokyo, Nhật Bản |
| 2024 | Tiffany Titan Launch                                                                                       | Rosé            | 3 tháng 5                  | Tại New York, Mỹ |
| 2024 | Jentle Salon Pop-Up Store                                                                                  | Jennie          | 4 tháng 5                  | Tại New York, Mỹ |
| 2024 | TAG Heuer x KITH Launch Event                                                                              | Lisa            | 4 tháng 5                  | Tại Miami, Florida, Mỹ |
| 2024 | Met Gala 2024                                                                                              | Jennie          | 7 tháng 5                  | Tại Metropolitan Museum of Art, New York, Mỹ                                                                                               |
| 2024 | The 2024 Met Gala After Party                                                                              | Jennie          | 7 tháng 5                  | Tại New York, Mỹ |
| 2024 | La Casa Show – Jacquemus FW24                                                                              | Jennie          | 11 tháng 6                 | Tại Casa Malaparte, Capri, Napoli, Ý |
| 2024 | Miss Dior Pop-Up Store                                                                                     | Jisoo           | 12 tháng 6                 | Tại Tokyo, Nhật Bản |
| 2024 | Andam Fashion Awards                                                                                       | Rosé            | 27 tháng 6                 | Tại vườn Palais-Royal, Paris, Pháp |
| 2024 | Chanel Coco Crush Pop-up Store                                                                             | Jennie          | 3 tháng 7                  | Tại Seoul, Hàn Quốc |
| 2024 | Kith Pop-up Store                                                                                          | Lisa            | 4 tháng 7                  | Tại Malibu, California, Mỹ |
| 2024 | Cartier Trinity Event                                                                                      | Jisoo           | 10 tháng 7                 | Tại Singapore |
| 2024 | Buổi công chiếu VIP phim "Victory"                                                                         | Jisoo           | 5 tháng 8                  | Tại Seoul, Hàn Quốc |
| 2024 | Pinault Collection x Saint Laurent Exhibition                                                              | Rosé            | 3 tháng 9                  | Tại bảo tàng Songeun, Seoul, Hàn Quốc |
| 2024 | Human Made Offline Store Seoul Opening Private Dinner                                                      | Jennie          | 5 tháng 9                  | Tại Seoul, Hàn Quốc (do Pharell & Nigo tổ chức)                                                                                            |
| 2024 | Tommy Hilfiger SS25 Show                                                                                   | Jisoo           | 9 tháng 9                  | Tại New York Fashion Week, New York, Mỹ |
| 2024 | Dior Spring-Summer 2025 RTW Show                                                                           | Jisoo           | 24 tháng 9                 | Tại Paris Fashion Week, Paris, Pháp |
| 2024 | Saint Laurent Women’s Summer 25 Show                                                                       | Rosé            | 25 tháng 9                 | Tại Paris Fashion Week, Paris, Pháp |
| 2024 | Bvlgari Exhibition                                                                                         | Lisa            | 27 tháng 9                 | Tại Seoul, Hàn Quốc |
| 2024 | Chanel Spring-Summer 2025 Show                                                                             | Jennie          | 1 tháng 10                 | Tại Paris Fashion Week, Paris, Pháp |
| 2024 | Louis Vuitton Spring-Summer 2025 Show                                                                      | Lisa            | 1 tháng 10                 | Tại Paris Fashion Week, Paris, Pháp |
| 2024 | Victoria’s Secret Fashion Show                                                                             | Lisa            | 16 tháng 10                | Tại New York, Mỹ |
| 2024 | LACMA Art + Film Gala 2024                                                                                 | Rosé            | 3 tháng 11                 | Tại Los Angeles County Museum of Art, Mỹ                                                                                                   |
| 2024 | Nudake x Jennie Pop-up Store                                                                               | Jennie          | 27 tháng 11                | Tại Haus Dosan,1F, 50 Apgujeong-ro 46-gil, Gangnam, Seoul Hàn Quốc                                                                         |
| 2024 | Bvlgari Tubogas Show                                                                                       | Lisa            | 29 tháng 11                | Tại Bangkok, Thái Lan |
| 2024 | Dior Gold House Opening Event                                                                              | Jisoo           | 6 tháng 12                 | Tại Ploenchit, Pathum Wan, Bangkok, Thái Lan                                                                                               |
| 2025 | Jennie x Gentle Monster “Jewelry Collection” Pop-Up Store                                                  | Jennie          | 16 tháng 1                 | Tại Haus Dosan, 50 Apgujeong-ro 46-gil, Gangnam-gu, Hàn Quốc                                                                               |
| 2025 | Dior Couture Spring-Summer 2025 Show                                                                       | Jisoo           | 27 tháng 1                 | Tại Paris, Pháp |
| 2025 | Chanel Haute Couture Spring-Summer 2025 Show                                                               | Jennie          | 29 tháng 1                 | Tại Paris, Pháp |
| 2025 | Jean Paul Gaultier Haute Couture “Le Naufrage” Show                                                        | Jennie          | 30 tháng 1                 | Tại Paris, Pháp |
| 2025 | Saint Laurent & Vanity Fair Pre-Oscar                                                                      | Rosé            | 1 tháng 3                  | Tại Hollywood Hills, Los Angeles, California, Mỹ                                                                                           |
| 2025 | Oscars Red Carpet 2025                                                                                     | Lisa            | 3 tháng 3                  | Tại nhà hát Dolby, Hollywood, Los Angeles, California, Mỹ                                                                                  |
| 2025 | Dior Autumn-Winter 2025 RTW Show                                                                           | Jisoo           | 4 tháng 3                  | Tại Paris Fashion Week, Paris, Pháp |
| 2025 | Le Grand Dîner du Louvre Event 2025                                                                        | Jisoo           | 5 tháng 3                  | Tại bảo tàng Louvre, Rue de Rivoli, 75001 Paris, Pháp                                                                                      |
| 2025 | Louis Vuitton Fall-Winter 2025 RTW Show                                                                    | Lisa            | 11 tháng 3                 | Tại Paris Fashion Week, Paris, Pháp |
| 2025 | Saint Laurent Fall-Winter Show                                                                             | Rosé            | 12 tháng 3                 | Tại Paris Fashion Week, Paris, Pháp |
| 2025 | Tamburins Store                                                                                            | Jennie          | 3 tháng 4                  | Tại Seongsu-dong, Seongdong-gu, Seoul, Hàn Quốc                                                                                            |

## Fansign và fanmeeting
| Năm  | Tên                                                                        | Thành viên | Ngày                                |
| ---- | -------------------------------------------------------------------------- | ---------- | ----------------------------------- |
| 2017 | Ice Cream Event Day                                                        | Cả nhóm    | 1 tháng 7                           |
| 2017 | BLACKPINK - 1st Fansign Event                                              | Cả nhóm    | 2 tháng 7                           |
| 2017 | BLACKPINK 1 YEAR DEBUT ANNIVERSARY EVENT - PINK THEATER                    | Cả nhóm    | 8 tháng 8                           |
| 2017 | Guerrilla Fan Meeting                                                      | Cả nhóm    | 6 tháng 12                          |
| 2018 | Blackpink Lisa x Nonagon Fan Greeting Event                                | Lisa       | 27 tháng 2                          |
| 2018 | BLACKPINK 'SQUARE UP' FAN-SIGNING EVENT in GOYANG                          | Cả nhóm    | 23 tháng 6                          |
| 2018 | BLACKPINK 'SQUARE UP' FAN-SIGNING EVENT in YEOUIDO                         | Cả nhóm    | 8 tháng 7                           |
| 2018 | Sprite Waterbomb Festival Seoul 2018                                       | Cả nhóm    | 21 tháng 7                          |
| 2018 | BLACKPINK 'SQUARE UP' FAN-SIGNING EVENT in GOYANG                          | Cả nhóm    | 23 tháng 7                          |
| 2018 | Meet and Greet with BLACKPINK Lisa (tại Indonesia)                         | Lisa       | 9 tháng 8                           |
| 2018 | moonshot x Lisa fan sign event with EVEANDBOY (tại Thái Lan)               | Lisa       | 11-12 tháng 8                       |
| 2018 | Fansign BLACKPINK x Olens                                                  | Cả nhóm    | 19 tháng 8                          |
| 2018 | Moonshot New Product Launch, "2018 YOO IN-NA COLLECTION: Honey Coverlet"   | Lisa       | 13 tháng 9                          |
| 2018 | KitKat 45th Celebration Party                                              | Cả nhóm    | 18 tháng 9                          |
| 2018 | BLACKPINK 2018 Tour in Seoul [In Your Area] x BC Card Secret Fansign event | Cả nhóm    | 4 tháng 11                          |
| 2018 | BLACKPINK x Adidas Fansign Event                                           | Cả nhóm    | 16 tháng 11                         |
| 2018 | JENNIE 'SOLO' PHOTOBOOK FAN-SIGNING EVENT in COEX                          | Jennie     | 17 tháng 11                         |
| 2018 | Shopee Indonesia Road To 12.12 Birthday Sale Event                         | Cả nhóm    | 19 tháng 11                         |
| 2018 | SOLO fans event                                                            | Jennie     | 25 tháng 11                         |
| 2018 | JENNIE 'SOLO' PHOTOBOOK FAN-SIGNING EVENT in BUNDANG                       | Jennie     | 27 tháng 11                         |
| 2018 | ADIDAS WINTER NIGHT (với WINNER)                                           | Cả nhóm    | 28 tháng 12                         |
| 2019 | HERA Black Foundation Launch Event                                         | Jennie     | 14 tháng 3                          |
| 2019 | Samsung "A Galaxy Event" (tại Thái Lan)                                    | Cả nhóm    | 10 tháng 4                          |
| 2019 | BLACKPINK x Shopee Philippines Meet and Greet (tại Philippines)            | Cả nhóm    | 6 tháng 6                           |
| 2019 | BLACKPINK Photobook Limited Edition in YEONGDEUNGPO                        | Cả nhóm    | 30 tháng 6                          |
| 2019 | Moonshot x Lisa private event                                              | Lisa       | 11 tháng 8                          |
| 2019 | moonshot x LISA Fan Meeting in BKK 2019 (tại Thái Lan)                     | Lisa       | 31 tháng 8 và 1 tháng 9             |
| 2019 | BLACKPINK FAN MEET-UP EVENT IN PARADISE CITY                               | Cả nhóm    | 20 tháng 9                          |
| 2019 | BLACKPINK 2019 Private Stage [Chapter 1]                                   | Cả nhóm    | 21 tháng 9 (1PM VÀ 6PM KST)         |
| 2019 | AIS 30th Anniversary Celebration (tại Thái Lan)                            | Lisa       | 3 tháng 10                          |
| 2019 | OLENS Fansign Event                                                        | Cả nhóm    | 12 tháng 10                         |
| 2019 | KIA fansign event                                                          | Cả nhóm    | 29 tháng 11                         |
| 2020 | Exclusive Fan Meeting in Galaxy A Awesome Live Event (tại Indonesia)       | Cả nhóm    | 14 tháng 1                          |
| 2020 | BLACKPINK x KBank Fan Meeting                                              | Cả nhóm    | 24 tháng 3 (hoãn do dịch COVID-19)  |
| 2020 | SPECIAL EDITION [How You Like That] Online Fan signing                     | Cả nhóm    | 18 tháng 7                          |
| 2020 | SPECIAL EDITION [How You Like That] Online Fan signing                     | Cả nhóm    | 24 tháng 7                          |
| 2020 | SPECIAL EDITION [How You Like That] Online Fan signing                     | Cả nhóm    | 25 tháng 7                          |
| 2020 | 1st FULL ALBUM [THE ALBUM] Online Fan signing                              | Cả nhóm    | 10 tháng 10                         |
| 2020 | 1st FULL ALBUM [THE ALBUM] Online Fan signing                              | Cả nhóm    | 11 tháng 10                         |
| 2020 | BLACKPINK Light Up The Sky Global Fan Event                                | Cả nhóm    | 13 tháng 10                         |
| 2020 | 1st FULL ALBUM [THE ALBUM] Online Fan signing                              | Cả nhóm    | 17 tháng 10                         |
| 2020 | 1st FULL ALBUM [THE ALBUM] Online Fan signing                              | Cả nhóm    | 18 tháng 10                         |
| 2020 | BLACKPINK x KBank Fan Meeting                                              | Cả nhóm    | 24 tháng 12                         |
| 2021 | 2021 SEASON'S GREETINGS Online Fan signing                                 | Cả nhóm    | 5 tháng 1                           |
| 2021 | ROSÉ X Ktown4u Special Surprise Event                                      | Rosé       | 12 tháng 3 (2PM) - 13 tháng 3 (6PM) |
| 2021 | ROSÉ First Single Album - R - fan signing (bẳng tiếng Hàn)                 | Rosé       | 20 tháng 3 (4:00PM, 5:00PM)         |
| 2021 | ROSÉ First Single Album - R - fan signing (bằng tiếng Anh)                 | Rosé       | 21 tháng 3 (4:00PM, 5:00PM)         |
| 2021 | ROSÉ First Single Album - R - fan signing                                  | Rosé       | 28 tháng 3 (4:30PM, 5:30PM)         |
| 2021 | ROSÉ First Single Album - R - fan signing                                  | Rosé       | 30 tháng 3 (4:30PM, 5:30PM)         |
| 2021 | LISA PHOTOBOOK [0327] VOL.2 -SECOND EDITION- Online Fan signing            | Lisa       | 3 tháng 4                           |
| 2021 | LISA FIRST SINGLE ALBUM LALISA Online Fan signing                          | Lisa       | 18 tháng 9 (4:30PM, 5:30PM)         |
| 2021 | LISA FIRST SINGLE ALBUM LALISA Online Fan signing                          | Lisa       | 19 tháng 9 (4:30PM, 5:30PM)         |
| 2021 | LISA FIRST SINGLE ALBUM LALISA Online Fan signing                          | Lisa       | 25 tháng 9 (4:30PM, 5:30PM)         |
| 2021 | LISA FIRST SINGLE ALBUM LALISA Online Fan signing                          | Lisa       | 26 tháng 9 (4:30PM, 5:30PM)         |
| 2021 | LISA FIRST SINGLE ALBUM LALISA Mini Online Fan Meeting                     | Lisa       | 27 tháng 9                          |
| 2022 | BLACKPINK 2nd ALBUM [BORN PINK] Offline Fan signing event                  | Cả nhóm    | 25 tháng 9                          |
| 2023 | Dentiste Meet & Greet with LISA (tại Thái Lan)                             | Lisa       | 9 tháng 1                           |
| 2023 | JISOO'S FLOWER HOUSE                                                       | Jisoo      | 31 tháng 3                          |
| 2023 | JISOO FIRST SINGLE ALBUM Offline Fan Signing Event                         | Jisoo      | 1 tháng 4                           |
| 2023 | JISOO FIRST SINGLE ALBUM [ME] Offline Fan Signing Event (PRIVATE)          | Jisoo      | 6 tháng 5                           |
| 2023 | JISOO FIRST SINGLE ALBUM [ME] Offline Fan Signing Event (PRIVATE)          | Jisoo      | 7 tháng 5                           |
| 2023 | TrueID Fan Meeting in Bangkok                                              | Lisa       | 26 tháng 5                          |
| 2024 | TrueMoney Fan Meet Up in Bangkok                                           | Lisa       | 6 tháng 4                           |
| 2024 | ROCKSTAR POP-UP STORE                                                      | Lisa       | 14 tháng 7                          |
| 2024 | OUR AREA - BLACKPINK 8th Anniversary Fansign                               | Cả nhóm    | 8 tháng 8                           |
| 2024 | PINK CARPET Event                                                          | Cả nhóm    | 9 tháng 8                           |
| 2024 | LISA FAN MEETUP in Singapore                                               | Lisa       | 11 tháng 11                         |
| 2024 | LISA FAN MEETUP in Bangkok                                                 | Lisa       | 13 tháng 11                         |
| 2024 | LISA FAN MEETUP in Jakarta                                                 | Lisa       | 15 tháng 11                         |
| 2024 | LISA FAN MEETUP in Kaohsiung                                               | Lisa       | 17 tháng 11                         |
| 2024 | LISA FAN MEETUP in Hong Kong                                               | Lisa       | 19 tháng 11                         |
| 2024 | ROSÉ FIRST FULL ALBUM rosie Fansign                                        | Rosé       | 21 tháng 12                         |
| 2025 | SOO IN LOVE Fan Meet-up in Korea                                           | Jisoo      | 14 tháng 2                          |
| 2025 | JISOO FIRST MINI ALBUM AMORTAGE Fansign                                    | Jisoo      | 15 tháng 2                          |